# Список персонажей телесериала «Стрела»

Основной состав актёров сериала на промоизображении ко второму сезону. Слева направо: Лорел (Кэссиди), Слэйд (Беннетт), Фелисити (Рикардс), Оливер (Амелл), Диггл (Рэмси), Тея (Холланд) и Рой (Хэйнс). На изображении отсутствуют: Томми (Доннелл), Квентин Лэнс (Блэкторн), Мойра (Томпсон) и Малкольм Мерлин (Барроумен)

«Стрела» — американский телесериал, созданный Грегом Берланти, Марком Гуггенхаймом и Эндрю Крайсбергом, и основанный на персонаже DC Comics Зеленой стреле. Впервые сериал был показан в США на канале The СW 10 октября 2012 года, а 14 мая 2014 года состоялся финал второго сезона сериала. 13 февраля 2014 года канал The CW продлил телесериал на третий сезон. В центре сюжета «Стрелы» находится плэйбой-миллиардер Оливер Куин (Стивен Амелл), который более пяти лет пробыл на необитаемом острове, а когда вернулся, стал мстителем в маске, использующим лук и стрелы. Его друзья, бывший военный Джон Диггл (Дэвид Рэмси), компьютерный специалист и опытный хакер Фелисити Смоук (Эмили Бетт Рикардс), мститель-помощник Сара Лэнс/Канарейка (Кэйти Лотц), целеустремленный мститель Рой Харпер/Арсенал (Колтон Хэйнс), а позднее адвокат и мститель Лорел Лэнс/Чёрная Канарейка (Кэти Кэссиди), Рене Рамирез/Дикий Пёс (Гонсалес, Рик) , Кертис Холт/Мистер Терифик (Эчо Келлум) , Дина Дрейк/Чёрная Канарейка (Джулиана Харкави) помогают ему нести справедливость. Они также получают поддержку от отца Лорел и Сары, Квентина Лэнса (Пол Блэкторн), который работает в полицейском департаменте (первоначально детектив, впоследствии капитан). Герои сталкиваются с серьёзными врагами в лице Эдриана Чейза/Прометея (Сегарра, Джош) и Рикардо Диаса/Дракона (Керк Асеведо) . В сериале также имеются флэшбеки, которые показывают жизнь Оливера на острове, и как он превратился в того человека, который вернулся, чтобы исполнить обещание, данное покойному отцу (Джейми Шериддан), который имеет внебрачную дочь Эмико Куин (Сиа Щимука), ради искупления семейных грехов. Кроме того, сериал исследует, как деятельность Оливера с целью восстановить порядок в Старлинг-сити влияет на жизнь тех, кто его окружает, и как он сформируется в героя, которым он должен стать.
Ниже представлен список персонажей, которые появились в сериале. Многие из них имеют имена персонажей, или основаны на персонажах, комиксов DC.

## Актёры и персонажи
= Главная роль в сезоне
     = Второстепенная роль в сезоне
     = Гостевая роль в сезоне
     = Не появляется

### Главные роли
| Актёр              | Персонаж                                                | Появление в сезонах | Появление в сезонах | Появление в сезонах | Появление в сезонах | Появление в сезонах | Появление в сезонах | Появление в сезонах | Появление в сезонах | Появление в сезонах |
| Актёр              | Персонаж                                                | 1                   | 2                   | 3                   | 4                   | 5                   | 6                   | 7                   | 8                   | Эпизоды             |
| ------------------ | ------------------------------------------------------- | ------------------- | ------------------- | ------------------- | ------------------- | ------------------- | ------------------- | ------------------- | ------------------- | ------------------- |
| Стивен Амелл       | Оливер Куин / Зелёная Стрела / Спектр                   | 23                  | 23                  | 23                  | 23                  | 23                  | 23                  | 22                  | 9                   | 169                 |
| Кэти Кэссиди       | Лорел Лэнс / Чёрная канарейка (Земля-1)                 | 23                  | 20                  | 22                  | 19                  | 2                   | 1                   | 1                   | 2                   | 90                  |
| Кэти Кэссиди       | Лорел Лэнс / Чёрная сирена (Земля-2) / Черная канарейка |                     |                     |                     |                     | 4                   | 13                  | 15                  | 8                   | 40                  |
| Колин Доннел       | Томми Мерлин                                            | 20                  | 1                   | 2                   |                     |                     | 2                   | 1                   | 2                   | 28                  |
| Дэвид Рэмси        | Джон Диггл / Спартанец / Зелёная стрела                 | 23                  | 23                  | 23                  | 23                  | 23                  | 21                  | 21                  | 8                   | 165                 |
| Уилла Холланд      | Тея Куин / Спиди                                        | 23                  | 22                  | 21                  | 23                  | 15                  | 10                  | 1                   | 2                   | 117                 |
| Сюзанна Томпсон    | Мойра Куин                                              | 23                  | 19                  | 1                   |                     | 2                   |                     |                     | 2                   | 47                  |
| Пол Блэкторн       | Квентин Лэнс                                            | 20                  | 19                  | 19                  | 18                  | 19                  | 17                  | 1                   | 2                   | 115                 |
| Эмили Бетт Рикардс | Фелисити Смоук / Наблюдатель                            | 18                  | 23                  | 23                  | 23                  | 23                  | 23                  | 22                  | 1                   | 156                 |
| Колтон Хэйнс       | Рой Харпер / Арсенал                                    | 6                   | 19                  | 19                  | 1                   |                     | 2                   | 11                  | 3                   | 61                  |
| Ману Беннетт       | Слэйд Уилсон / Детстроук                                | 10                  | 20                  | 1                   |                     | 3                   | 3                   |                     | 1                   | 37                  |
| Джон Барроумэн     | Малкольм Мерлин / Тёмный лучник / Ра’с аль Гул          | 12                  | 4                   | 18                  | 14                  | 4                   |                     | 1                   | 1                   | 55                  |
| Эчо Келлум         | Кёртис Холт / Мистер Террифик                           |                     |                     |                     | 11                  | 23                  | 23                  | 13                  | 2                   | 72                  |
| Джош Сегарра       | Саймон Морисон / Эдриан Чейз / Прометей                 |                     |                     |                     |                     | 21                  | 1                   |                     | 1                   | 23                  |
| Рик Гонсалес       | Рене Рамирес / Дикий пёс                                |                     |                     |                     |                     | 21                  | 19                  | 17                  | 6                   | 63                  |
| Джулиана Харкави   | Дина Дрейк / Чёрная Канарейка                           |                     |                     |                     |                     | 12                  | 22                  | 20                  | 6                   | 60                  |
| Керк Асеведо       | Рикардо Диаз / Дракон                                   |                     |                     |                     |                     |                     | 13                  | 12                  |                     | 25                  |
| Сиа Щимука         | Эмико Адачи / новая Зелёная Стрела                      |                     |                     |                     |                     |                     |                     | 14                  | 1                   | 15                  |
| Джек Мур           | Уильям Куин                                             |                     |                     |                     | 2                   | 3                   | 16                  | 4                   | 1                   | 26                  |
| Бен Льюис          | Уильям Куин                                             |                     |                     |                     |                     |                     |                     | 11                  | 8                   | 19                  |
| Кэтрин Макнамара   | Миа Смоук / Блэкстар / Зелёная стрела                   |                     |                     |                     |                     |                     |                     | 10                  | 9                   | 19                  |
| Джозеф Дэвид-Джонс | Коннор Хоук                                             |                     |                     |                     |                     |                     |                     | 6                   | 7                   | 13                  |
| Ламоника Гарретт   | Мар Нову / Монитор                                      |                     |                     |                     |                     |                     |                     | 3                   | 4                   | 7                   |
| Всего эпизодов     | Всего эпизодов                                          | 23                  | 23                  | 23                  | 23                  | 23                  | 23                  | 22                  | 10                  | 170                 |

### Второстепенные герои
| Актёр                                         | Персонаж                                   | Появление в сезонах | Появление в сезонах | Появление в сезонах | Появление в сезонах | Появление в сезонах | Появление в сезонах | Появление в сезонах | Появление в сезонах | Появление в сезонах |
| Актёр                                         | Персонаж                                   | 1                   | 2                   | 3                   | 4                   | 5                   | 6                   | 7                   | 8                   | Эпизоды             |
| --------------------------------------------- | ------------------------------------------ | ------------------- | ------------------- | ------------------- | ------------------- | ------------------- | ------------------- | ------------------- | ------------------- | ------------------- |
| Майкл Роу                                     | Флойд Лоутон / Дэдшот                      | 3                   | 3                   | 1                   |                     | 1                   |                     |                     |                     | 8                   |
| Джейми Шеридан                                | Роберт Куин                                | 3                   |                     | 1                   |                     | 2                   |                     | 1                   |                     | 7                   |
| Алекс Кингстон                                | Дина Лэнс                                  | 3                   | 2                   | 1                   | 1                   |                     |                     |                     |                     | 7                   |
| Джессика де Гау                               | Хелена Бертинелли / Охотница               | 3                   | 1                   |                     |                     |                     |                     |                     |                     | 4                   |
| Джеффри Нордлинг                              | Фрэнк Бертинелли                           | 3                   | 1                   |                     |                     |                     |                     |                     |                     | 4                   |
| Селина Джейд                                  | Шадо                                       | 6                   | 12                  |                     | 1                   |                     | 1                   |                     |                     | 20                  |
| Селина Джейд                                  | Мей                                        |                     |                     | 2                   |                     |                     |                     |                     |                     | 2                   |
| Колин Сэлмон                                  | Уолтер Стил                                | 10                  | 4                   |                     |                     |                     |                     |                     |                     | 14                  |
| Келли Ху                                      | Чин На Вей / Чайна Уайт                    | 6                   | 1                   | 3                   |                     | 1                   |                     | 2                   | 1                   | 14                  |
| Энни Айлонзех                                 | Джоанна де ла Вега                         | 7                   | 1                   |                     |                     |                     |                     |                     |                     | 8                   |
| Роджер Кросс                                  | Лукас Хилтон                               | 9                   | 3                   | 1                   |                     |                     |                     |                     |                     | 13                  |
| Байрон Манн                                   | Яо Фэй Гулонг                              | 12                  |                     |                     |                     | 1                   |                     |                     | 1                   | 14                  |
| Кристи Лэйнг                                  | Карли Диггл                                | 6                   |                     |                     |                     |                     |                     |                     |                     | 6                   |
| Себастьян Данн                                | Эдвард Файрс                               | 10                  |                     |                     |                     |                     |                     |                     | 1                   | 11                  |
| Джанина Гаванкар                              | МакКена Холл                               | 4                   |                     |                     |                     |                     |                     |                     |                     | 4                   |
| Чинь Хань                                     | Фрэнк Чен                                  | 4                   |                     |                     |                     |                     |                     |                     |                     | 4                   |
| Синтия Аддай-Робинсон                         | Аманда Уоллер                              | 3                   | 6                   | 8                   | 3                   |                     |                     |                     |                     | 20                  |
| Эдриан Холмс                                  | Фрэнк Пайк                                 | 3                   | 5                   | 1                   | 1                   | 4                   | 2                   |                     |                     | 16                  |
| Одри Мари Андерсон                            | Лайла Майклз / Прорицательница             | 2                   | 4                   | 7                   | 7                   | 7                   | 3                   | 5                   | 6                   | 41                  |
| Чела Хорсдэл                                  | Кейт Спенсер                               | 1                   | 4                   |                     |                     |                     |                     |                     |                     | 5                   |
| Кейти Лотц                                    | Сара Лэнс / Канарейка / Белая канарейка    | 2                   | 22                  | 5                   | 5                   | 1                   | 2                   | 2                   | 2                   | 41                  |
| Кэтлин Гати                                   | Раиса                                      | 1                   |                     |                     |                     |                     | 6                   |                     |                     | 7                   |
| Кери Адамс                                    | Бэтани Сноу                                |                     | 12                  | 5                   | 4                   | 5                   | 8                   | 7                   | 2                   | 43                  |
| Бекс Тейлор-Клаус                             | Син                                        |                     | 7                   | 1                   |                     |                     |                     | 1                   |                     | 9                   |
| Дэвид Найкл                                   | Анатолий Князев                            |                     | 9                   |                     |                     | 14                  | 10                  | 2                   | 2                   | 37                  |
| Саммер Глау                                   | Изабелль Рошев / Разрушительница           |                     | 10                  |                     |                     |                     |                     |                     |                     | 10                  |
| Дилан Брюс                                    | Адам Доннер                                |                     | 8                   |                     |                     |                     |                     |                     |                     | 8                   |
| Кевин Алехандро                               | Себастьян Блад / Брат Блад                 |                     | 12                  |                     |                     |                     |                     |                     |                     | 12                  |
| Терил Ротери                                  | Джин Лоринг                                |                     | 4                   |                     |                     |                     | 3                   |                     |                     | 7                   |
| Джесси Хатч                                   | Дэйли                                      |                     | 6                   |                     |                     |                     |                     |                     |                     | 6                   |
| Дилан Нил                                     | Доктор Энтони Айво                         |                     | 10                  |                     |                     |                     |                     |                     |                     | 10                  |
| Майкл Джей Уайт                               | Бен Тернер / Бронзовый тигр                |                     | 3                   |                     |                     |                     |                     | 7                   |                     | 10                  |
| Грант Гастин                                  | Барри Аллен / Флэш                         |                     | 2                   | 3                   | 4                   | 2                   | 2                   | 2                   | 2                   | 17                  |
| Катрина Ло                                    | Нисса аль Гул                              |                     | 2                   | 9                   | 4                   | 2                   | 1                   | 1                   | 1                   | 20                  |
| Брэндон Рут                                   | Рэй Палмер / Атом                          |                     |                     | 16                  | 4                   | 1                   |                     |                     | 1                   | 22                  |
| Рила Фукусима                                 | Татсу Ямаширо / Катана                     |                     |                     | 14                  | 1                   |                     |                     |                     | 1                   | 16                  |
| Карл Юн                                       | Масео Ямаширо / Сараб                      |                     |                     | 19                  |                     |                     |                     |                     |                     | 19                  |
| Джей Ар Рамирес                               | Тед Грант / Дикий кот                      |                     |                     | 5                   |                     |                     |                     |                     |                     | 5                   |
| Мэтью Нэйбл                                   | Ра’с аль Гул / Голова Демона               |                     |                     | 10                  |                     |                     |                     |                     |                     | 10                  |
| Остин Батлер                                  | Чейз                                       |                     |                     | 4                   |                     |                     |                     |                     |                     | 4                   |
| Марк Сингер                                   | Мэтью Шрив                                 |                     |                     | 5                   |                     |                     |                     |                     |                     | 5                   |
| Винни Джонс                                   | Дэнни Бриквелл / Кирпич                    |                     |                     | 3                   | 1                   |                     |                     | 5                   |                     | 9                   |
| Шарлотта Росс                                 | Донна Смоук                                |                     |                     | 2                   | 9                   |                     | 1                   |                     |                     | 12                  |
| Юджин Бёрд                                    | Энди Диггл                                 |                     |                     | 1                   | 8                   |                     |                     |                     |                     | 9                   |
| Эдриан Глинн МакКорран                        | Михаэль Амар / Шёпот                       |                     |                     | 1                   | 4                   |                     |                     |                     |                     | 5                   |
| Ченир Хундал                                  | Пол Холт                                   |                     |                     |                     | 4                   | 3                   |                     |                     |                     | 7                   |
| Джимми Акингболла                             | Барон Райтер                               |                     |                     |                     | 17                  |                     |                     |                     |                     | 17                  |
| Элизия Ротару                                 | Тайяна Венедиктова                         |                     |                     |                     | 18                  |                     |                     |                     |                     | 18                  |
| Райан Роббинс                                 | Конклин                                    |                     |                     |                     | 9                   |                     |                     |                     |                     | 9                   |
| Паркер Янг                                    | Алекс Дэвис                                |                     |                     |                     | 11                  |                     |                     |                     |                     | 11                  |
| Нил Макдонаф                                  | Дэмиен Дарк                                |                     |                     |                     | 19                  | 1                   |                     |                     |                     | 20                  |
| Джанет Киддер                                 | Рувэ Адамс                                 |                     |                     |                     | 7                   |                     |                     |                     |                     | 7                   |
| Том Амандес                                   | Ноа Каттлер / Калькулятор                  |                     |                     |                     | 4                   |                     | 1                   |                     |                     | 5                   |
| Венера Терцо                                  | доктор Элиза Швартц                        |                     |                     |                     | 3                   | 1                   | 8                   | 1                   | 1                   | 14                  |
| Мэдисон Маклахлин                             | Эвелин Шарп / Артемида                     |                     |                     |                     | 1                   | 10                  |                     |                     |                     | 11                  |
| Чад Коулмэн                                   | Тобиас Чёрч                                |                     |                     |                     |                     | 4                   |                     |                     |                     | 4                   |
| Тайлер Риттер                                 | Билли Мелоун                               |                     |                     |                     |                     | 6                   |                     |                     |                     | 6                   |
| Майк Допуд                                    | Виктор                                     |                     |                     |                     |                     | 6                   |                     |                     |                     | 6                   |
| Карли Поуп                                    | Сьюзен Уильямс                             |                     |                     |                     |                     | 10                  |                     |                     |                     | 10                  |
| Джо Диникол                                   | Рори Реган / Старьёвщик                    |                     |                     |                     |                     | 11                  |                     | 1                   | 1                   | 13                  |
| Дольф Лундгрен                                | Константин Ковар                           |                     |                     |                     |                     | 6                   |                     |                     |                     | 6                   |
| Дэвид Мюнье                                   | Ишмаэль Грегор                             |                     |                     |                     |                     | 7                   |                     |                     |                     | 7                   |
| Лекса Дойг                                    | Талия аль Гул                              |                     |                     |                     |                     | 6                   |                     | 1                   | 2                   | 9                   |
| Кейси Рол                                     | Алина Уитлок                               |                     |                     |                     |                     | 5                   | 3                   | 4                   |                     | 12                  |
| Клейтон Читти (5 сезон) / Йохан Урб (6 сезон) | Линчеватель / Винсент Собель               |                     |                     |                     |                     | 6                   | 5                   |                     |                     | 11                  |
| Элиза Фариа                                   | Зои Рамирес                                |                     |                     |                     |                     | 2                   | 7                   | 5                   | 1                   | 15                  |
| Андреа Сикстос                                | Зои Рамирес                                |                     |                     |                     |                     |                     |                     | 9                   | 4                   | 13                  |
| Коди Роудс                                    | Дерек Сэмпсон                              |                     |                     |                     |                     | 2                   |                     | 5                   |                     | 7                   |
| Майкл Эмерсон                                 | Кейден Джеймс                              |                     |                     |                     |                     | 1                   | 7                   |                     |                     | 8                   |
| Сидель Ноэль                                  | Саманта Уотсон                             |                     |                     |                     |                     |                     | 6                   | 2                   |                     | 8                   |
| Тобиас Элинек                                 | Шек                                        |                     |                     |                     |                     |                     | 4                   |                     |                     | 4                   |
| Тина Хуан                                     | Кимберли Хилл                              |                     |                     |                     |                     |                     | 6                   |                     |                     | 6                   |
| Пей Вахдат                                    | Сэм Арманд                                 |                     |                     |                     |                     |                     | 4                   |                     |                     | 4                   |
| Брендан Флетчер                               | Стенли Довер                               |                     |                     |                     |                     |                     |                     | 7                   |                     | 7                   |
| Холли Элисса                                  | Красный дротик                             |                     |                     |                     |                     |                     |                     | 3                   |                     | 3                   |
| Майкл Йонсон                                  | Кодиак                                     |                     |                     |                     |                     |                     |                     | 4                   |                     | 4                   |
| Миранда Эдвардс                               | Хонор / Глушитель                          |                     |                     |                     |                     |                     |                     | 5                   |                     | 5                   |
| Эдриан Пол                                    | Данте                                      |                     |                     |                     |                     |                     |                     | 3                   |                     | 3                   |
| Чарли Барнетт                                 | Джон «Джей-Джей» Диггл-младший / Детстроук |                     |                     |                     |                     |                     |                     |                     | 4                   | 4                   |
| Всего эпизодов                                | Всего эпизодов                             | 23                  | 23                  | 23                  | 23                  | 23                  | 23                  | 22                  | 10                  | 170                 |

## Основной состав
| Персонаж | Актёр/Актриса           | В каких сезонах появляется | В каких сезонах появляется | В каких сезонах появляется |  |
| Персонаж | Актёр/Актриса           | Основной                   | Повторяющийся              | Приглашенный               |  |
| --- | ----------------------- | -------------------------- | -------------------------- | -------------------------- |  |
| |                         |                            |                            |                            |  |
| Оливер Куин / Стрела / Зелёная стрела | Стивен Амелл            | 1-8                        | -                          | -                          |  |
| Оливер Куин (†) — главный герой, миллиардер, провёл пять лет на острове после кораблекрушения. По ночам одевается в костюм народного героя, как его прозвали «Линчеватель» или «Капюшон», и пытается исправить ошибки отца по его просьбе. Его оружием являются лук и стрелы, а также собственное тело. Оливер прекрасный боец и стратег. В первом сезоне Оливер возвращается с острова, где провел пять лет после кораблекрушения, в Старлинг-сити, где его все это время считали мертвым. Втайне ото всех он начинает «крестовый поход» против видных граждан города, чьи имена записаны в таинственный список, оставленный Оливеру его отцом, и готов убивать, если это необходимо. Действуя, как мститель-линчеватель, известный как Капюшон, Оливер сталкивается с крупным заговором некой «Организации», во главе которой стоят отец его лучшего друга Томми Мерлина, Малкольм Мерлин, и его мать. Мойра Куин, а их цель — разрушить Глейдс, один из районов Старлинг-сити, чего они, в конце концов, добиваются. Попутно Оливер пытается наладить отношения с друзьями и семьей, но вместо это попадает в любовный треугольник со своей экс-возлюбленной Лорел Лэнс и лучшим другом, Томми Мерлином. Также у него появляются соратники: бывший военный Джон Диггл, некоторое время работавший у Оливера шофером и телохранителем, и Фелисити Смоук, компьютерный специалист из компании Куин Консолидейтед. Во флэшбеках описывается жизнь Оливера на острове, где он получает навыки выживания от других людей, в том числе бывшего солдата Слэйда Уилсона, за которым охотятся наемники. Конце он убивает Малькольма и спасает только одну половину Глейдса. Во втором сезоне после падения Организации и гибели Томми, Оливер возобновляет свой «крестовый поход». Теперь он действует под псевдонимом Стрела и в честь Томми даёт клятву никого не убивать. Из линчевателя он превращается в защитника и борется с преступниками, которые пытаются использовать полуразрушенный Глейдс в своих интересах. Также он заводит друга в лице политика Себастьяна Блада и конкурента Изабелль Рошев, совместно с которой он является совладельцем Куин Консолидейтед. Как Стрела, Оливер расследует запутанный заговор с использованием особой сыворотки Миракуру, которая наделяет людей силой, и этим заговором руководит Слэйд Уилсон, союзник, вскоре превратившийся во врага. Слэйд старается разрушить всё, чем Оливер дорожит, он убивает его мать. Рошев и Блад являются его людьми. Однако к Стреле в Старлинг-сити присоединяется считавшаяся мертвой Сара Лэнс, действующая под псевдонимом «Канарейка», а также Оливер привлекает на помощь парня своей сестры, Роя Харпера, в качестве своего протеже и обучает его. Во флэшбеках на Оливера охотятся люди, разыскивающие на острове препарат Миракуру. Оливер случайно становится виновником гибели Шадо, своего учителя по мастерству владения луком и своей возлюбленной, а Слэйд, переживший укол Миракуру (сыворотка может убить того, кто её принял) и также влюблённый в Шадо, клянется разрушить жизнь Оливера и поэтому приехал в Старлинг-сити спустя пять лет. Один из флэшбеков, описывающий события до кораблекрушения, показывает Оливера беспечным и неосторожным ловеласом, из-за чего одна из его любовниц, Саманта Клейтон, забеременела. Мойра заплатила Саманте, чтобы та сказала Оливеру, что ребёнок умер, и переехала, оставив Оливера в неведении насчёт его отцовства. В третьем сезоне Оливер продолжает свою миссию. Он принимает Роя, как своего полноценного помощника и тот становится его напарником по имени Арсенал. Он живёт на временной квартире на старом литейном заводе, так как потерял и особняк, и компанию, и все своё состояние. Оливер разрываются между жизнью героя Стрелы и разорившегося миллиардера Оливера Куина. После того, как его сестра, Тея, возвращается в город, они решают снова открыть свой клуб, так как, по словам Теи, появился новый инвестор (Оливер не знал, что им является Малкольм Мерлин). Также, из-за манипуляций Мерлина, Оливер втянут в конфликт с Ра’c аль Гулом (лидером организации «Лига Убийц») и получает смертельную рану, но выживает благодаря Масео и Татсу Ямаширо. Вернувшись в Старлинг-сити Оливер вынужден признать, что за время его отсутствия его друзья и соратники стали равными ему. Тем временем, Ра’с аль Гул стремится завлечь Оливера в Лигу Убийц и сделать своим преемником, но, получив отказ, настраивает жителей Старлинг-сити против их героя. В последней серии третьего сезона Оливер вместе с Фелисити решают начать спокойную жизнь и уезжают из Старлинга. Во флэшбеках показано, что Оливер покинул остров всего через два года пребывания и начал работать на организацию А. Р. Г. У.С в Гонконге вместе с Масео Ямаширо в качестве напарника. Однако им в итоге не удалось предотвратить атаку биологического оружия, из-за чего погибает сын Масео. Оливер, в процессе приключений ставший ещё более жестоким, решает не возвращаться домой и уезжает в Коуст-сити, где начинает бороться с мелкими преступниками. В четвёртом сезоне Оливер и Фелисити живут вместе, и Оливер планирует сделать ей предложение. Однако в итоге они вынуждены возобновить жизнь супергероев, чему Фелисити весьма рада. Поскольку Стрелу считают мёртвым, Оливер берёт новое имя — Зелёная стрела — и начинает действовать более гуманно, став символом города. Однако его жизнь начинает меняться в худшую сторону, когда он наконец узнаёт о существовании своего сына Уильяма, которого считал умершим в утробе, и о лжи своей матери на сей счёт. Это приводит к разрыву с Фелисити и усложнению борьбы с Дэмиеном Дарком. Во флэшбеках показывается, что после истории в Гонконге Аманда Уоллер хитростью вернула Оливера на остров, где он познакомился с Джоном Константином и вступил в борьбу с армией мистических фанатиков. После победы над Дарком стал мэром Стар-Сити. В пятом сезоне Оливер разрывается между обязанностями мэра и борьбой с растущим количеством новых мстителей. По настоянию близких людей он берёт некоторых новичков под своё крыло и начинает обучать их, хотя его обучение может быть весьма жестоким. Также, после убийства Дэмиана Дарка, он сам становится жестче (например, он убивает одного из бандитов просто потому, что тот мог догадаться, что он Зелёная стрела), что не всегда нравится его ученикам. Кроме того, его начинает преследовать злодей, называющий себя Прометей и поступающий так же, как Оливер в свой первый год после возвращения с Острова, и Куин вынужден признаться ученикам, что Он был не только зелёной Стрелой, но и Стрелой, и Капюшоном. В результате Артемида (одна из его учеников) предаёт его и становится соратницей Прометея. Впоследствии Оливер несколько раз намеревался оставить супергеройскую деятельность, поскольку Прометей дал ему понять, что на самом деле Куину нравится убивать, но в конце концов друзья не дают ему сделать ошибку. Вместе они вычисляют, что за маской злодея скрывался Эдриан Чейз, прокурор города и друг Оливера, который оказался сыном одного из тех, кого Оливер убил, будучи Капюшоном. Чейз захватывает в заложники друзей оливера, а также находит Саманту Клейтон и Уильяма, и отправляет их всех на Лиан Ю. Оливер заручается помощью Детстроука и Малкольма Мерлина вступает с ним в бой и побеждает. Во флэшбеках Оливер отправляется в Россию, чтобы исполнить обещание, данное женщине по имени Тайяна — убить Константина Ковара. В результате он сталкивается с членами Братвы и со своим старым другом, Анатолием Князевым, который обучает его и принимает в эту организацию. В шестом сезоне Оливер продолжает быть Зелёной стрелой и мэром Стар-Сити, также ему приходится учиться быть отцом, поскольку его сын Уильям теперь живёт с ним. В начале сезона Оливер оказывается скомпрометирован как Зёленая стрела и попадает под следствие, но ему удаётся выйти на свободу до суда. Решив сосредоточиться на роли мэра и отца, Оливер передаёт свой капюшон Джону, но впоследствии вынужден забрать его обратно, так как Джона начинают мучить последствия травмы, полученной им во время взрыва на Лиан-Ю. Также Оливер возобновляет отношения с Фелисити, и во время событий кроссовера «Кризис на земле-х» они женятся. В этом сезоне у Оливера появляются новые враги. Сначала кибер-преступник Кейден Джеймс, который считал Оливера виновным в гибели своего сына, а затем криминальный авторитет Рикардо Диас, которому удалось подмять под себя весь город. Чтобы победить Диаса и освободить от него город, Оливер заключает сделку с агентом ФБР Самантой Уотсон. ФБР и команда Стрелы освобождают город, после чего Оливер сдаётся и в прямом эфире признаётся, что он Зелёная стрела. В седьмом сезоне Оливер уже шесть месяцев сидит в тюрьме. Там ему приходиться бороться с другими заключёнными, среди которых его старые враги: Бен Тёрнер, Дэнни Бриквелл и Дерек Сэмпсон. Также в тюрьме Оливер встречает Талию Аль-Гул которая как оказалось выжила после взрыва на Лиан-Ю. Оливер помогает ей сбежать, а она в благодарность передаёт Фелисити флешку с доказательствами против тюремного психиатра который ставил эксперименты над заключёнными в том числе и над Оливером. В итоге команде Стрелы удается поймать Рикардо Диаса и обменять его на свободу для Оливера. Выйдя из тюрьмы Оливер снова становится Зелёной стрелой, но теперь он сотрудничает с полицией. Также в этом сезоне Оливер узнает что у него есть другая сестра Эмико, внебрачная дочь его отца. Эмико ненавидит семью Куинов за то что много лет назад Роберт Куин бросил их с матерью. Впоследствии Эмико примкнула к организации «Девятый круг» и стала главным врагом Оливера в этом сезоне. В конце концов Оливеру удается достучаться до неё и они вместе сразились против «Девятого круга» прежде чем Эмико погибла. После этого Оливер и Фелисити покидают Стар-с Сити, а через несколько месяцев у них рождается дочь Мия. Затем появляется Монитор и сообщает что грядет новый кризис в котором Оливер ради спасения своей семьи и всего мира должен будет погибнуть. В восьмом сезоне Оливер выполняет несколько заданий для Монитора в рамках подготовки к кризису, а также встречает своих детей Мию и Уильяма которых Монитор перенёс из будущего. Во время событий кроссовера «Кризис на бесконечных землях» Оливер погибает в сражении с армией Анти-Монитора, а затем возрождается как божественная сущность по имени Спектр. В качестве спектра Оливер помогает остальным супергероям сразиться с Анти-Монитором и возродить уничтоженную мультивселенную. В финале сериала проходят похороны Оливера на которых присутствуют все его родные и друзья. В загробном мире который выглядит как старый офис «Куин консолидейтед» Оливер воссоединяется с Фелисити которую перенёс туда Монитор. Персонаж основан на герое DC Comics Зелёная стрела. - Первое появление: «Пилот» |                         |                            |                            |                            |  |
| |                         |                            |                            |                            |  |
| Лорел Лэнс / Чёрная канарейка / Чёрная Сирена | Кэти Кэссиди            | 1-4, 6-8                   | 5                          | 5                          |  |
| Лорел Лэнс, она же Чёрная Канарейка (†) — юрист и адвокат, обладает острым чувством справедливости, поэтому если считает что клиент невиновен, то готова просить помощи у Стрелы. В первом сезоне, Лорел всего лишь адвокат, работающий на фирму юридической помощи CNRI, и встречается с Томми Мерлином. До кораблекрушения она была девушкой Оливера, но после его возвращения она презирает его за то, что он привел её сестру, Сару Лэнс, к смерти. Постепенно примиряется с ним, узнавая все больше о страданиях, которые ему пришлось перенести на острове, и вспоминая о прежних ошибках её сестры. Она также периодически обращается к Капюшону/Стреле, если хочет добиться справедливости для клиента, но не подозревает, что это Оливер. В конце концов, Лорел и Оливер возобновляют свои отношения после того, как Томми бросил её из-за собственных обид на Оливера. Томми погибает, спасая Лорел, во время разрушения CNRI вместе с большей частью Глейдс. Во втором сезоне Лорел назначают помощником окружного прокурора и поручают дело, в которой обвиняемой является Мойра Куин, мать Оливера. Лорел не смогла нормально пережить смерть Томми, связавшись с наркотиками и алкоголем и отстранившись от друзей и семьи. Она увлечена политиком Себастьяном Бладом, но обнаруживает, что у него есть тайна; Блад подстраивает, чтобы обнаружились её проблемы с наркотиками, в результате чего Лорел теряет работу. В конечном счёте Лорел выбирает трезвость после ссоры с Оливером, а также вдохновившись личностью мстительницы Канарейки, под маской которой скрывалась её сестра Сара, и возвращает себе работу в офисе окружного прокурора. В эпизоде «Детстроук» Лорел узнает тайну личности Стрелы от Слэйда Уилсона. Слэйд надеется использовать Лорел в качестве пешки в своей игре против Оливера, но Лорел вместо этого доводит до сведения Оливера, что знает его тайну, и решает молчать об этом. Также, в эпизоде «Человек под капюшоном», она узнает тайну личности Канарейки. В конце концов, её похищает Слэйд, надеясь убить на глазах у Оливера, но он терпит поражение. В третьем сезоне Лорел работает над тем, чтобы сажать преступников, пойманных Оливером. Также она постоянно волнуется о том, что её отец, раненый в битве со Слэйдом, продолжает полевую работу обычного полицейского, пытаясь убедить его использовать свои полномочия капитана полиции, чтобы защищать город. Когда Сара возвращается в Старлинг-сити, её убивают на глазах у Лорел. Убитая горем и горящая местью, Лорел предпринимает первую и очень неумелую попытку быть мстительницей. Оливер отказался обучать её, поэтому она заручается помощью бывшего боксера/мстителя Теда Гранта в своём обучении. Она также носит куртку Канарейки. подаренную Сарой, и в конечном итоге становится Чёрной канарейкой. В новой для неё роли мстителя, она становится напарницей Роя Харпера и вместе с ним пытается освободить Глейдс от влияния преступного босса Дэнни «Кирпича» Бриквелла, пока Оливер отсутствует в городе. Позднее она узнает о том, что Малкольм Мерлин стоит за смертью Сары, и пытается отомстить ему, но он одолевает его, а её спасла Нисса, которая предлагает ей помощь в обучении. Также она некоторое время обманывала своего отца, притворяясь Сарой, боясь, что его сердце не выдержит её утраты снова, но он все равно узнает и ссорится с ней. Она остаётся на стороне Оливера даже тогда, когда её отец объявил охоту на Стрелу и его соратников. В четвёртом сезоне Лорел продолжает бороться с преступниками в составе команды Оливера и вместе с Теей уговаривает его вернуться в строй. Позже, узнав о сыне Оливера, испытывает боль, схожую с таковой у Фелисити, а после разрыва Куина и Смоук начинают возникать намёки, что Лорел снова к нему неравнодушна. В серии «11-59» Дэмиен Дарк узнаёт об её личности как Чёрной канарейки и смертельно ранит её. Хотя врачам поначалу удаётся её спасти, позже она всё равно умирает, вскоре после чего в больницу прибегает её отец. Во втором сезоне «Флэша» появляется двойник Лорел Лэнс с Земли-2, которая называет себя Чёрной сиреной. Она является метачеловеком, способным без всяких технических приспособлений издавать во много раз усиленный крик (аналогично Дине Дрейк). В эпизоде пятого сезона «Стрелы» «Что мы оставим позади» она появляется в Стар-сити и выдаёт себя за Чёрную канарейку, однако вскоре команда Стрелы понимают, что она лишь притворяется. Становится союзницей Прометея, помогает ему похитить друзей Оливера и перевезти их на Лиан Ю. В шестом сезоне Чёрная сирена выступает на стороне Кейдена Джеймса, а затем Рикардо Диаса. Постепенно благодаря влиянию Квентина она становится более человечной и начинает воспринимать Квентина как отца. В конце сезона Лорел предает Диаса и помогает команде Стрелы победить его. В седьмом сезоне Чёрная сирена живёт выдавая себя за своего двойника. Она становится окружным прокурором Стар-Сити. В этом сезоне она постепенно меняется в лучшую сторону становясь более похожей на своего двойника. Также меняется её отношение к окружающим, в частности к Фелисити которую она удерживает от некоторых крайностей таких как убийство Рикардо Диаса. После этого между Лорел и Фелисити начинают развиваться дружеские отношения. В восьмом сезоне Лорел борется с преступностью на земле-2, но после того как земля-2 оказывается уничтожена волной антиматерии она переносится на землю-1 и помогает Оливеру в подготовке к кризису, а после уезжает из города. Впоследствии она переносится в Стар-Сити 2040 года чтобы помочь дочери Оливера Мие сразиться с новой угрозой. Полное имя Лорел — Дина Лорел Лэнс, её персонаж основан на героине DC Comics Чёрная канарейка. Первое появление: «Пилот» |                         |                            |                            |                            |  |
| |                         |                            |                            |                            |  |
| Томми Мерлин | Колин Доннел            | 1                          | -                          | 2-3, 6-8                   |  |
| Томми Мерлин — лучший друг Оливера Куина, сын миллиардера Малкольма Мерлина, главного антагониста сезона, и единокровный брат Теи (хотя это не раскрывается до событий 2 сезона) В первом сезоне Томми — испорченный ловелас и безответственный плэйбой-миллиардер, но когда отец лишает его доступа к деньгам, он вынужден искать себе работу и стать ответственнее. Его нанял Оливер в качестве управляющего своего клуба. Томми встречается с Лорел на протяжении всего первого сезона, но у Оливера ещё остались чувства к ней. Томми узнает тайну личности Стрелы в эпизоде «Мертвец всегда прав», когда в качестве мстителя Оливер пытается спасти Малкольма Мерлина от убийц. Томми ссорится с Оливером, видя в нём убийцу. а позднее расстается с Лорел, так как подозревает, что она к нему неравнодушна. Также он увольняется из клуба и переходит работать в компанию отца. Томми погибает в эпизоде «Жертва», спасая Лорел от разрушений, вызванных машиной землетрясений Малкольма. Во втором сезоне Оливер даёт в честь Томми клятву никого не убивать, а Лорел, чтобы заглушить боль утраты, обращается к наркотикам и алкоголю. В битве с Сайрусом Голдом. когда Оливер получает дозу неизвестного препарата, Томми приходит ему в качестве галлюцинации, в которой называет его героем и призывает одолеть своего врага. В третьем сезоне Томми появляется только во флэшбеках. Во флэшбеке эпизода «Сара» он отправляется в Гонконг в поисках Оливера, но не находит его и возвращается назад. Во флэшбеке эпизода «Возвращение» он находится в Старлинг-сити и устраивает вечеринку, на которой пытается держать Тею подальше от алкоголя и наркотиков, а также завязывает отношения с Лорел. В шестом сезоне в кроссовере «Кризис на земле — Х» появляется двойник Томми Мерлина с земли — Х, где является Прометеем. В восьмом сезоне, когда Оливер отправился на Землю-2, Томми в этом мире является Тёмным Лучником вместо своего отца Малкольма. Организовал собственное предприятие (как и Малкольм на Земле-1). Мстит жителям Глэйдс за смерть сестры Теи. В новой хронологии созданной после кризиса на бесконечных землях Томми не погиб в первом сезоне и впоследствии был женат на Лорел до её смерти. В финале сериала он вместе с остальными присутствует на похоронах Оливера. Фамилия Томми является отсылкой к одному из врагов Зелёной стрелы, лучнику Мерлину. Первое появление: «Пилот» |                         |                            |                            |                            |  |
| |                         |                            |                            |                            |  |
| Джон Диггл / Спартанец | Дэвид Рэмси             | 1-8                        | -                          | -                          |  |
| Джон Диггл — бывший телохранитель Оливера, впоследствии ставший его партнёром, надеясь таким образом искупить ошибки прошлого и спасти Оливера от превращения в монстра. В первом сезоне Диггл — бывший солдат армейского спецназа США, который нанимается к Оливеру телохранителем, так как уже не может защищать людей так, как он это делал, будучи солдатом. Он становится доверенным лицом Оливера, чтобы помочь ему в миссии спасения Старлинг-сити, пытаясь восстановить баланс между линчевателем и миллиардером в жизни Оливера. Он также пытается сделать из Оливера героя, внушая ему спасать невинных, а не только становиться судьей и палачом тех, чьи имена находятся в списке, а также становится его напарником. Также, будучи обученным медицинским навыкам, он помогает Оливеру зашивать раны и залечивать переломы, извлекать пули и делать переливание крови, избавляя Оливера от необходимости идти в больницу. Также он дополнительно обучается у Оливера боевым искусствам, уже сам будучи квалифицированным мастером рукопашного боя. Диггл питает ненависть к Флойду Лоутону/Дэдшоту за то, что он убил его брата, Энди Диггла. Во втором сезоне Диггл и Фелисити продолжают помогать Оливеру в его крестовом походе, и Диггл продолжает быть его советником и помощником, наряду с Сарой и Роем. У него также возобновляются отношения с Лайлой Майклз (она же — его бывшая жена), он становится неофициальным работником А. Р. Г. У. Са и членом Отряда Самоубийц (кодовое имя: Фрилансер). Также он заключает маловыгодный союз с Амандой Уоллер, начальником А. Р. Г. У. Са, которая иногда привлекает его для полевой работы с Лайлой. В одном из эпизодов показано, что у Лайлы и Джона будет общий ребёнок. В третьем сезоне Диггл продолжает помогать Оливеру, но часто должен посвящать себя заботам о своей новорожденной дочери, которую назвали Сарой после того, как Сара Лэнс была убита. Позднее, после того, как Лайла была серьёзно ранена, Диггл, с согласия Лайлы, решает восстановить их брачные узы. Когда Оливера посчитали погибшим от рук Рас аль Гула, Диггл принял на себя руководство командой, состоящей из него, Фелисити, Роя и Лорел, до возвращения друга. Когда Оливер вернулся, Диггл сопровождает его в Нанда Парбат, чтобы освободить Малкольма, но в итоге оба сами попадают в плен. В конечном итоге Лайла и Диггл вновь женятся, но, столкнувшись с опасностью во время очередной миссии Отряда Самоубийц, они, вдохновленные действиями Дэдшота, пожертвовавшего жизнью ради их спасения, решают оставить и А. Р. Г. У. С., и команду Стрелы. В конце сезона Оливер ради имитации верности Лиге Убийц похищает Лайлу, из-за чего Джон теряет к нему доверие, но в финале всё же соглашается на его просьбу оставить за собой руководство командой. В четвёртом сезоне он находит своего брата Энди Диггла, якобы убитого Дэдшотом, но на деле оказавшегося марионеткой организации У. Л. Е. Й.. В этом же сезоне он получил прозвище Спартанец и собственную боевую маску. Первое время не хочет мириться с Оливером, злясь на него за вынужденное похищение Лайлы, но затем снова принимает его как брата. Поскольку Лорел погибла из-за обмана Энди, Джон винит в этом себя. Из-за этого он убивает Энди и опять винит в этом себя. После победы над Дарком ушёл из команды и вернулся в армию. В пятом сезоне его отряд отправлен в Чечню, чтобы уничтожить некую бомбу, но все его товарищи по заданию, кроме одного новичка, оказываются предателями, которые подставляют Диггла и отправляют в военную тюрьму. Несмотря на то, что Лайла пытается его вытащить, Джон считает, что заслужил это (за то, что застрелил брата). Тем не менее Оливер и Лайла помогают ему бежать и Диггл вскоре возвращается в команду, и некоторое время скрывается от властей. Позднее с него снимают все обвинения. В финале сезона был похищен Прометеем и его союзниками и перевезён на Лиан Ю. В шестом сезоне Джон продолжает защищать город вместе с остальной командой. Затем он некоторое время исполняет обязанности Зелёной стрелы, так как Оливер решил проводить больше времени с сыном. Но затем Джона начинают мучить последствия травмы полученной им во время взрыва на Лиан-Ю, и Оливер вынужден забрать капюшон обратно. Постепенно между ними начинают возникать разногласия, так как Джон считает что Оливер стал лучше как отец и как мэр но хуже как Зелёная стрела. В результате Джон уходит из команды и вступает в А. Р.Г. У. С. Тем не менее Джон поддерживет отношения с командой и помогает им победить Рикардо Диаса. В седьмом сезоне продолжает работать на А. Р.Г. У.С. и также пытается поймать Диаса. Также ненадолго вместе с женой Лайлой пытаются снова собрать Отряд-X, или по-другому Отряд самоубийц, но от идеи отказываются. Выясняется, что у него есть отчим с фамилией «Стюарт», что может отсылать на Зелёного Фонаря Джона Стюарта, также в кроссовере Иные миры Флэш с Земли-90 упоминает, что на его Земле Джон носит кольцо, что вновь возможная отсылка на Зеленого Фонаря. В восьмом сезоне Джон помогает Оливеру подготовиться к кризису а также знакомится со своим приёмным сыном Коннором пришедшим из будущего. В новой хронологии созданной после кризиса у Джона снова появилась дочь Сара стёртая из реальности после флэшпойнта. В финале сериала Джон произносит речь на похоронах Оливера, а после вместе с семьей переезжает в Метрополис. Перед отъездом он становится свидетелем падения метеорита и находит в обломках кольцо силы Зелёного фонаря. Первоначально персонаж Диггла был создан специально для шоу, но популярность персонажа настолько возросла, что в итоге в комиксы о Зелёной Стреле The New 52 был введен новый персонаж с тем же именем и внешностью, смоделированной по внешности Рэмси. Персонаж дебютировал в выпуске Green Arrow (vol. 5) #24 (октябрь 2013). Первое появление: «Пилот» |                         |                            |                            |                            |  |
| |                         |                            |                            |                            |  |
| Тея Куин / Спиди | Уилла Холланд           | 1-6                        | -                          | 7-8                        |  |
| Тея Куин — дочь Мойры Куин и Малкольма Мерлина, а также младшая единоутробная сестра Оливера и единокровная сестра Томми (выясняется во втором сезоне). В первом сезоне Тея была ещё школьницей и злоупотребляла алкоголем и наркотиками, отчасти чтобы заполнить пустоту после исчезновения Оливера и того, кого она считала отцом. Однако после того, как её приговорили к общественным работам за употребление «Вертиго», она стала более ответственной. Она также влюбляется в Роя Харпера. закоренелого уличного преступника, и пытается держать его подальше от криминала, но Рой оказывается обязан жизнью линчевателю Капюшону за то, что тот спас его, и пытается найти того, от которого Тея, из беспокойства о нём, пытается держать его подальше прежде всего. Во втором сезоне она становится управляющим клубом Оливера после смерти Томми, и продолжает встречаться с Роем, который нуждается в том, чтобы спасать людей в качестве мстителя, и она постепенно примиряется и принимает это. Однако она своего рода исключение, так как большинство персонажей постоянно хранит от неё тайны, включая правду о её настоящем отце, которую она, в конце концов узнает, когда её похищает Слэйд Уилсон. После она расстается с Роем, обвиняя его во лжи, хотя Рой все это время пытался держать её от себя подальше, так как не контролировал себя из-за Миракуру в его крови, и Тея знает об этом. Несмотря на это, она расстается с ним, убедившись в его преданности Стреле и его делу. После смерти матери она решает покинуть Старлинг-сити. За ней приезжает Малкольм Мерлин и уговаривает её уехать с ним. В третьем сезоне она находится на Корто Мальтез, где Малкольм обучает её боевым искусствам, хотя позднее она решает вернуться в Старлинг-Сити с Оливером. Она также вновь открывает ночной клуб, но уже в качестве владельца, при помощи инвестиций Малкольма (о чём Оливер некоторое время не подозревает). Она узнает тайну личности Стрелы, после того как Оливер показывает ей своё убежище под клубом, но после этого начинает не доверять Малкольму, когда узнает, что Малкольм все это время знал, кто на самом деле Стрела. После того, как Тея узнает, что Малкольм использовал её в качестве пешки как против Оливера, так и против Рас аль Гула, одурманив её и заставив убить Сару Лэнс, она в отместку сдаёт его Лиге Убийц, но потом сильно тяготится этим решением, так как поняла, что стала практически как Малкольм. Позже была смертельно ранена Рас аль Гулом, но оживлена с помощью особого источника жизни Ямы Лазаря. В серии «Меня зовут Оливер Куин», она надевает красный костюм Арсенала и принимает прозвище Спиди. В четвёртом сезоне Тея продолжает помогать брату и его команде, но начинает испытывать жажду убийства, что было побочным эффектом Ямы Лазаря. Малкольм предлагает ей бороться с этим с помощью убийств, но Тея твёрдо хочет найти другой способ исцелиться. В итоге борьба с жаждой крови доводит её до комы, но благодаря Ниссе аль Гул герои исцеляют Тею окончательно. Параллельно Лорел, узнав об истории с воскрешением Теи, тем же способом оживляет Сару, хотя им приходится прибегнуть также к помощи Джона Константина, чтобы вернуть Саре душу. Узнав, что у неё есть племянник, Тея проявляет желание участвовать в его жизни, но понимает, что его сокрытие — единственный возможный вариант развития событий. В финале сезона ушла из команды. В пятом сезоне Тея — глава администрации в офисе своего брата. Она занимается проблемами города и практически не надевает красный костюм (она сделала это, когда было похищение Оливера и других служащих мэрии, а также во время событий ежегодного кроссовера 2016 года). Одной из её проблем становится бывший капитан Полицейского управления Стар-сити Квентин Лэнс, который ушёл в запой, хотя она предприняла все попытки, чтобы он завязал. Позднее она уходит с поста главы администрации, но перед этим продвигает Лэнса, который отказался от своей вредной привычки, на пост заместителя мэра. В конце сезона возвращается и её похищают Прометей и его союзники и перевозят на Лиан Ю. В шестом сезоне Тея находится в коме после взрыва на Лиан-Ю, и выходит из неё лишь в конце седьмой серии. После этого Тея некоторое время остаётся в городе. Затем возвращается Рой Харпер. Его похитили люди Диаса чтобы заставить дать показания против Оливера. Тея надевает свой костюм и помогает спасти его. После этого в городе появляется организация Гильдия Танатоса. Её лидер Афина — бывшая ученица Малкольма Мерлина нападает на Тею так считает что Малкольм передал ей некую карту. С помощью Ниссы Аль-Гул команда Стрелы выясняет что на карте обозначено местонахождение трёх других Ям Лазаря. Тея решает найти и уничтожить их, и вместе с Роем и Ниссой уезжает из Стар-Сити. Персонаж Теи основан на одном из помощников Зелёной стрелы, Спиди / Мие Дерден. Первое появление: «Пилот» |                         |                            |                            |                            |  |
| |                         |                            |                            |                            |  |
| Мойра Дерден / Куин | Сюзанна Томпсон         | 1-2                        | -                          | 3, 5,8                     |  |
| Мойра Дерден Куин — мать Оливера и Теи, член Организации, против которой боролся Оливер в первом сезоне. Ради защиты своих детей готова идти на убийства и предательства. Она является генеральным директором Куин Консолидейтед, жена Роберта Куина (отца Оливера и законного отца Теи), а позднее Уолтера Стила. У неё также был недолгий роман с Малкольмом Мерлином, что привело к рождению Теи. В первом сезоне она является членом Организации, цель которой — разрушить район Глейдс. Малкольм Мерлин, глава проекта, вынуждает её предоставлять все необходимые ресурсы для осуществления этой цели. Это вынуждает её хранить много секретов от друзей и семьи, и впоследствии приводит к тому, что Уолтер Стил и её дети отдались от неё. В конце концов, когда Организация достигла своей цели, она признается в участии, своём и Малкольма, в этой трагедии. Во втором сезоне она находится в тюрьме после своего признания и готовится к судебному разбирательству, однако в эпизоде «Народ против Куин» её оправдывают, когда объявляется Малькольм Мерлин и вынуждает присяжных дать оправдательный приговор. Мойра пользуется этим и, чтобы защитить близких, сообщает Рас аль Гулу, что он ещё жив. Мойра Куин, по совету Уолтера, позднее становится кандидатом в мэры Старлинг-сити и выступает против Себастьяна Блада. Однако при этом раскрывается большое количество её тайн, особенно тайна о том, что Малкольм является биологическим отцом Теи. Также она дала понять Оливеру, что знает тайну личности Стрелы с ночи его ареста. Её убил Слэйд Уилсон как часть плана мести Оливеру за смерть Шадо, заключавшегося в том, чтобы вновь заставить Оливера выбирать, кто из двоих умрет, а кто будет жить — выбор был между матерью и сестрой. Мойра жертвует собой ради того, чтобы Тея осталась жить. В том же эпизоде. в котором она погибла, имеется флэшбек, во время событий которого она заплатила девушке Саманте Клейтон, случайно забеременившей от Оливера, чтобы она сказала Оливеру, что ребёнок умер, а заодно и переехала из Старлинг-сити. В четвёртом сезоне выясняется, что Саманта так и не обналичила тот чек, а также запретила Мойре все контакты с внуком. Оливер, узнав всю правду о сыне и лжи своей матери, чувствует обиду на неё как никогда раньше. Первое появление: «Пилот» |                         |                            |                            |                            |  |
| |                         |                            |                            |                            |  |
| Квентин Лэнс | Пол Блэкторн            | 1-6                        | -                          | 7-8                        |  |
| Квентин Лэнс — полицейский и отец Лорел и Сары. В данный момент имеет звание капитана полиции, в ранних сезонах был детективом и офицером, во флэшбеке эпизода «Возвращение» — сержантом. В первом сезоне Квентин зол на Оливера за то, что погибла его дочь Сара Лэнс, в результате чего начинает много пить и много работать, чтобы забыться. Квентин не скрывает ненависти к Оливеру и отказывается прощать ему прошлые ошибки. Также Квентин презирает Стрелу за то, что Стрела против всего того, во что верит Квентин, что вынуждает его делать многократные попытки арестовать линчевателя, во время одной из этих попыток он использовал Лорел, после чего она от него отдалилась. Учитывая то, что Квентину иногда приходится объединять усилия со Стрелой, он в конце концов принимает его как героя. Во втором сезоне Квентин понижен в должности до простого патрульного офицера, но теперь он стал союзником Стрелы, снабжая его информацией о преступлениях, а иногда становясь помощником в поимке преступников. Он также пытается помочь обеим своим дочерям: Саре, которая открыла ему, что всё ещё жива и является мстителем по имени «Канарейка», помогает освоиться в городе, а Лорел он пытается оградить от того, что она становится алкоголиком, также как и он. Знание того, что Сара жива, позволяет окончательно заключить мир с Оливером и даже помогать ему время от времени. Впоследствии Квентин возвращает себе звание детектива. Он также помогает Стреле в борьбе со Слэйдом Уилсоном, но оказывается серьёзно ранен в грудь, после чего, из-за внутреннего кровотечения, впадает в кому. В третьем сезоне выясняется, что Квентин выжил, но теперь у него частые боли в груди, имеется угроза сердечного приступа, и он ходит с тростью, а также, что его повысили до капитана, полномочия которого он использовал, чтобы отозвать спецгруппу, охотящуюся на мстителей. Частая помощь Стреле создаёт для него тяжёлые условия и он пытается служить городу как капитан, на что его постоянно уговаривает Лорел. Первоначально не знал о смерти Сары, так как Лорел лгала ему, боясь спровоцировать сердечный приступ, но впоследствии он узнает не только об этом, но и о том, что Лорел стала преемницей своей сестры. Первоначально Квентин обвиняет в смерти дочери и Лорел, и Стрелу, и он постепенно снова превращается в преследователя Стрелы. Когда по всему городу прокатывается волна смертей, в которых обвиняют героя, и узнав тайну личности Стрелы от Рас аль Гула, он продолжает его преследовать и как Оливера Куина, непреднамеренно сделав город уязвимым для Лиги Убийц. Однако в финале он всё же вновь помогает Оливеру, хотя и злится на него. В четвёртом сезоне Квентин продолжает работать капитаном полиции города, теперь переименованного в Стар-сити, но тайно помогает Дэмиену Дарку, который хитростью завлёк его в свои сети. Когда Оливер возвращается к деятельности супергероя, Квентин снова становится его союзником и полностью налаживает с ним отношения. Заодно он радуется воскрешению Сары, а также начинает встречаться с матерью Фелисити. В пятом сезоне Квентин покинул пост капитана полиции и у него наблюдаются большие проблемы с алкоголем. Несмотря на все попытки Тем помочь избавиться от этой вредной привычки, в том числе и назначение бывшего капитана заместителем мэра, он каждый день прикладывается к бутылке. Позднее выясняется, что у него имеются провалы в памяти, из-за чего он подозревает, что он является Прометеем, злодеем-линчевателем, который действует так же, как Оливер когда был Капюшоном. Тем не менее, вскоре выясняется что он совершенно ни при чём. Постепенно завязывает с алкоголем. В финале сезона его похищает Чёрная сирена, которую Лэнс принял за свою дочь, и перевозит на Лиан Ю. В шестом сезоне, Квентин становится заместителем мэра. В то же время, он пытается перевоспитать двойника Лорел, считая это шансом вернуть дочь. В конце концов, после импичмента Оливера, Квентин становится мэром и попадает под давление Диаса. В финале сезона, Квентин принимает пулю за Лорел. Ему делают операцию, однако он не выживает. Персонаж Квентина Лэнса основан на персонаже комиксов издательства DC Comics Ларри Лэнсе, который был мужем Дианы Дрэйк Лэнс и отцом Дины Лорел Лэнс / Чёрной Канарейки. Первое появление: «Пилот» |                         |                            |                            |                            |  |
| |                         |                            |                            |                            |  |
| Фелисити Смоук / Наблюдатель | Эмили Бетт Рикардс      | 2-7                        | 1                          | 8                          |  |
| Фелисити Смоук — компьютерный специалист, работает в компании Куин Консолидейтед. Фелисити — специалист высокого класса, она выпускница Массачусетского технологического института выпуска 2009 года. Также она гениальный хакер и способна взломать почти любой файл, в котором нуждается Стрела. Постоянно оправдывает свою степень магистра в области кибербезопасности и информатики и в 19 лет выиграла соревнование по информационным технологиям. Еврейка, из-за чего отказывается от Рождества, после чего Оливер заменяет его на Хануку. В течение событий первого сезона Уолтер просит её исследовать список, пока Уолтер не исчезает, но получает неожиданную помощь от Оливера, в которого без памяти влюбляется. Она узнает тайну личности Капюшона в эпизоде «Одиссей», когда Оливера подстрелили и он приводит её в своё логово, где она и Диггл подлечивают его. Впоследствии остаётся в качестве компьютерного эксперта Оливера и в течение всего сезона помогает ему, в надежде найти Уолтера Стила. Она помогает Оливеру, когда он будет похищен Малкольмом Мерлином и в конце концов, как и Диггл, становится доверенным лицом Оливера. После того, как Уолтер Стил был спасен, Фелисити остаётся в команде Стрелы. Во втором сезоне она продолжает помогать Оливеру, модернизирует его убежище и даже приобретает новый лук для него. Фелисити также иногда выручает и в полевых условиях, когда надо проникнуть куда-либо или взломать компьютер. Также в этом сезоне она и Оливер начинают развивать романтические чувства друг к другу. В третьем сезоне Фелисити по прежнему поддерживает Оливера как Стрелу, но в то же время она вынуждена работать на другую компанию информационных технологий, после того как она потеряла работу в Куин Консолидейтед. Позднее Куин Консолидейтед была выкуплена Реем Палмером и переименована в Палмер Технолоджес, а Фелисити вернулась на работу туда, но уже как вице-президент. Также Фелисити разрывается между ещё не угасшими чувствами к Оливеру и только возникающими чувствами к Рею. В одном из флэшбеков было показано, что она была членом субкультуры киберготов и даже состояла в группе хактивистов её кампуса, пока не погиб её бойфренд, что заставило её сменить имидж на нынешний. В последней серии третьего сезона уезжает с Оливером, чтобы начать новую жизнь. В четвёртом сезоне Оливер и Фелисити живут вместе, но она продолжает тайно помогать команде. В итоге они с Оливером оба возвращаются в Стар-сити, где Фелисити становится новым директором Палмер Технолоджис. Позже принимает свадебное предложение Оливера, но сразу после этого подвергается атаке солдат У. Л. Ь. Я., из-за чего оказывается парализована ниже пояса. Позже её коллега Кёртис Холт имплантирует ей в спину чип, с помощью которого она снова смогла ходить. Узнав о существовании сына Оливера, разрывает с ним отношения и уходит из команды, но после смерти Чёрной Канарейки возвращается обратно, решив отомстить. В пятом сезоне Фелисити начинает встречаться с детективом Мелоуном, от которого первое время скрывает тот факт, что работает на Зелёную стрелу. Тем не менее, вскоре она решается ему рассказать. Именно Фелисити больше всех настаивала на том, чтобы Оливер набрал новую команду из молодых перспективных новичков. После гибели Мелоуна хочет отомстить Прометею, за то, что тот хитростью заставил убить её возлюбленного. Также в определённый момент начинает контактировать с хактивистами (под своим старым псевдонимом, Богиня-Лисица) и использует их не совсем законные методы для оправдания Диггла и поисков Прометея. В финале сезона была похищена Прометем и его союзниками и перевезена на Лиань Ю. После того, как Оливер спас её, она целует его, что возможно свидетельствует о возобновлении их отношений. В шестом сезоне Фелисити выходит замуж за Оливера и становится мачехой Уильяма. Персонаж Фелисити был основан на одноимённом персонаже DC Comics, который приходился мачехой Ронни Реймонду и управляет компанией информационных технологий. Версия персонажа, основанная на внешности Рикардс, дебютировала в выпуске Green Arrow (vol. 5) #35. Первое появление: «Одинокие бандиты» |                         |                            |                            |                            |  |
| |                         |                            |                            |                            |  |
| Рой Харпер / Арсенал | Колтон Хэйнс            | 2, 3,7                     | 1,8                        | 4, 6                       |  |
| Рой Харпер / Арсенал — вор и грабитель, парень Теи. Жил в бедном районе Глейдс. Во время событий первого сезона Рой — мелкий вор и мошенник, который влюбляется в Тею, после того, как ограбил её. Он не видит иного способа выжить, пока его не пытаются похитить, но Стрела его спасает, после чего Рой становится поклонником линчевателя и даже пытается найти способ помочь ему. Его многократно арестовывал Квентин Лэнс. Пытаясь завязать с криминалом, он нанимается в клуб Оливера официантом. Во втором сезоне он часто встречается с Теей, но при этом часто выходит на улицы, пытаясь быть мстителем, как и его кумир. Позже Стрела убеждает его не делать этого, но просит его о помощи. В эпизоде «Три призрака» он получает большую дозу Миракуру от Себастьяна Блада и становится сверхсильным, но медленно начинает сходить с ума. В эпизоде «Дрожь» Оливер берет его под свою опеку, видя в нём свою копию, а также не желает, чтобы Рой стал таким же, как Слэйд Уилсон. Стрела вынужден раскрыть Рою свою тайну личности, чтобы убедить его в необходимости остановить Бронзового Тигра. Рой обучается навыкам лучника, а также пытается контролировать свою сверхсилу, но также ему приходится расстаться с Теей, после чего оставить команду из-за неконтролируемого гнева. Слэйд похищает Роя, чтобы из его крови создать армию суперсолдат и процедура делает Роя агрессивным и неуправляемым. Он даже убивает полицейского, голыми руками выпустив в него несколько стрел. Впоследствии ему вводят противоядие от Миракуру. В эпизоде «Невероятное» он получает собственную маску и принимает участие в последнем сражении. Однако у него амнезия, и он не помнит ничего, что произошло после его разрыва с Теей, включая своё безумие и убийство полицейского. В третьем сезоне Рой — официальный помощник Стрелы и выходит с ним на миссии под именем Арсенал. СМИ называют его «Красной Стрелой», однако когда он вступил в противостояние с Айзеком Стезлером, бывшим протеже «Дикого кота» Теда Гранта, тот назвал его «еще одной особой стрелой в арсенале Стрелы», после чего Рой взял себе псевдоним «Арсенал». Рой всеми силами пытается сойтись с Теей снова. Несмотря на все личные разногласия, Тея делает его помощником управляющего. После того, как Сара была убита при помощи лука и стрел, Рой вспомнил своё безумие и убийство полицейского, хотя некоторое время думал, что это он убил Сару (его воспоминания начали возвращаться некорректно и превратились в сон, где он убивает Сару). Позже он всячески поддерживает семью полицейского, которого убил. Когда Оливер считался мертвым, Рой взял на себя обязанности главного лучника команды. Из-за возросшей угрозы от Дэнни «Кирпича» Бриквелла, он неохотно объединяет усилия с Лорел, чтобы бороться с преступностью. В дальнейшем вновь сошёлся с Теей Куин. В последних сериях третьего сезона Квентин Лэнс узнает о тайне Оливера Куина, и чтобы помочь своему напарнику, Рой решает обмануть весь город и сказать, что Стрела — это он сам. Затем в тюрьме Харпер инсценирует свою смерть и уезжает в другой город в надежде встретить новую жизнь. В четвёртом сезоне Рой возвращается на одну серию, где ненадолго присоединяется к команде вместо впавшей в кому Теи. Затем снова уезжает, вновь признавшись ей в любви. В 6 сезоне Роя похищают и пытают, чтобы он дал на суде показания против Оливера. В итоге Спиди и Зеленая стрела спасают его и он с Теей и Ниссой отправляется искать и уничтожать оставшиеся 3 ямы лазаря. В седьмом сезоне спустя двадцать лет взрослый сын Оливера Уильям находит Роя на Лиан-Ю и убеждает его вернуться вместе с ним в Стар-Сити чтобы узнать что произошло с Фелисити. Персонаж Роя Харпера был основан на одноимённом персонаже DC Comics. Первое появление: «Плут» |                         |                            |                            |                            |  |
| |                         |                            |                            |                            |  |
| Малкольм Мерлин | Джон Барроумен          | 3-4                        | 1,2,5                      | 6,7                        |  |
| Малкольм Мерлин / Тёмный лучник (†) — отец Томми, миллиардер, один из отцов города, руководитель Организации, в котором участвовала Мойра,, биологический отец Теи. Обучался у Лиги Убийц и был её членом, что сделало его достаточно сильным бойцом. Главный антагонист первого сезона. В первом сезоне Малкольм Мерлин является руководителем Организации, в которую также входила и Мойра Куин. Это он стал одержим разрушением Глейдс после того, как один из тамошних преступников убил его жену, Ребекку. Когда Роберт Куин угрожает сорвать выполнение целей Организации, он подстраивает крушение «Королевского гамбита», что привело к смерти Роберта Куина и предполагаемым смертям Оливера и Сары. Когда Стрела вмешивается в его планы, то он тоже становится линчевателем («Темным лучником»). Он также давит на Мойру Куин, чтобы получить все необходимые ресурсы для выполнения планов Организации, а также пытается исправить своего сына, перекрыв ему доступ к деньгам, но это вносит напряжение между ними. В финале первого сезона он, кажется, убит Оливером, хотя его план срабатывает: Глейдс оказывается наполовину разрушен. Во втором сезоне Малкольм, живой и здоровый, возвращается, чтобы подкупить присяжных и те выносят Мойре оправдательный приговор. Также он узнает. что является биологическим отцом Теи, когда Адам Доннер исследует прошлое Малкольма и выясняет о романе Малкольма и Мойры. Малкольм хочет забрать Тею, но Мойра связывается с Лигой Убийц (Малкольм ранее был её членом, используя псевдоним Аль-Сахер, или «Волшебник») и Малкольм вынужден бежать из Старлинг-сити, так как он нарушил кодекс Лиги, что значит, что он должен умереть. Во время нападения Слэйда Малкольм возвращается, чтобы спасти Тею от суперсолдат, после чего убеждает её уехать с ним из города. В третьем сезоне Малкольм обучает Тею искусству войны на Корто Мальтез. Несмотря на то, что он мишень для Лиги и находится в бегах, он снова возвращается в Старлинг-сити, хотя его пребывание там и факт того, что он ещё жив, не являются общеизвестными. Втайне ото всех он выкупил литейный завод, на территории которого располагался клуб Verdant, ранее принадлежавший Оливеру. В одном из флэшбеков показано, как он стал членом Лиги и получил своё прозвище: он пришёл в Нанда Парбат и показал маленькой Ниссе аль Гул простой фокус с исчезающей и появляющейся монеткой, после чего она и назвала его «Аль-Сахер» (по-арабски: الساحر — Волшебник). Также Малкольм узнает, что именно преступный босс Дэнни «Кирпич» Бриквелл стоит за смертью его жены, но Оливер, ради блага Теи, уговаривает его предпочесть справедливость обычной мести, позволить судить Кирпича по всей строгости закона. Именно Малкольм стал вестником смерти Оливера, когда принёс меч, которым Рас аль Гул пронзил Оливера, в убежище Стрелы. Однако, когда Оливер вернулся, он стал его наставником в мастерстве владения мечом «ибо только ученик может превзойти учителя». Когда Оливер признается Тее в том, что Малкольм промыл ей мозги и заставил убить Сару, она сдаёт его Лиге, после чего Малкольма забрали в Нанда Парбат, где его подвергли пыткам. Позже его отпустили и простили нарушение кодекса, так как он стал рычагом давления на Оливера, который должен занять место Рас аль Гула. После этого Малкольм продолжает учить Оливера, но предупреждает, что независимо от выбора Оливера, Рас добьётся своего. После победы Оливера над Расам, Малкольм становится новым Рас Аль Гулом, так как технически, он пережил клинок Рас’а, когда последний пытал Малькольма мечом в Нанда Парбат. В четвёртом сезоне Малкольм периодически помогает команде Оливера, используя свою власть в Лиге, но при этом преследует и свои цели. Когда он воскрешает Сару, Нисса аль Гул уничтожает Яму Лазаря, поскольку с самого начала считала идею с воскрешением Сары чудовищной ошибкой. Позже соглашается отдать кольцо лидерства обратно Ниссе в обмен на лекарство для Теи, но Нисса совершает неожиданное: последовав совету Лорел о жизненном выборе, она распускает Лигу и уничтожает кольцо. После этого Малкольм, обуреваемый жаждой мести, присоединяется к Дэмиену Дарку и рассказывает ему о сыне Оливера. Так же появился в сериале Легенды Завтрашнего Дня где сыграл одного из главных антагонистов и члена Легиона Смерти. В финале пятого сезона Малкольм вместе с Оливером и Ниссой отправляется на Лиан Ю. Там спасая Тею он наступает на мину после чего взрывает себя вместе с Капитаном Бумерангом. В шестом сезоне выясняется что Малкольм Мерлин создал свою Гильдию Танатоса из оставшийся членов Лиги убийц. Персонаж Малкольма Мерлина основан на заклятом враге Зелёной стрелы, лучнике Мерлине. Первое появление: «Невиновный» |                         |                            |                            |                            |  |
| |                         |                            |                            |                            |  |
| Слэйд Уилсон / Детстроук | Ману Беннетт            | 2                          | 1, 6                       | 3,5,8                      |  |
| Слэйд Уилсон / Детстроук — австралийский спецназовец, друг и учитель Оливера на острове, но впоследствии ставший его врагом. В первом сезоне был показан только во флэшбеках. Он стал наставником Оливера по борьбе и постоянно называет его «мальцом». Он преподает большинство уроков выживания, которые помогут Оливеру справится с Эдвардом Файрсом и его наемниками, а также влюбляется в Шадо. Несмотря на все успехи Оливера, Слэйд не очень высокого мнения о нём, постоянно давая ему обидные прозвища, вроде «идиот». Главный антагонист второго сезона. Во флэшбеках он сильно ранен во время обстрела по приказу доктора Айво, но Оливер вводит ему Миракуру, сыворотку, которая увеличивает силу и которую во время Второй мировой войны оставили на острове японцы. Когда Оливер случайно становится виновником смерти Шадо, в которую Слэйд был влюблён (Айво заставил Оливера выбирать между Сарой и Шадо, но когда Оливер пожелал спасти обоих, бросившись к Саре, Айво застрелил Шадо), Слэйд клянется разрушить жизнь Оливера. В одной серии он является галлюцинацией Оливера. В основном сюжете Слэйд взял себе имя Детстроук и составляет план по разрушению Старлинг-сити при помощи суперсолдат, накаченных Миракуру, и работает с Себастьяном Бладом и Изабель Рошев. Ему даже удается лишить Оливера дома, клуба, состояния и компании, и даже его убежища Стрелы. Позднее он убивает мать Оливера. Оливер побеждает его после того, как Фелисити вводит Слэйду противоядие от Миракуру, и он стал заключённым тюрьмы сверхстрогого режима, принадлежащей А. Р. Г. У. Су и находящейся на Лиан Ю (том самом острове, где жил Оливер). В третьем сезоне он появляется только в одном эпизоде. Когда Тея и Оливер прибывают на Лиань Ю, Малкольм Мерлин в целях обучения выпускает Слэйда, который тут же пытается посадить Тею и Оливера в тюрьму вместо себя, а после вернуться в Старлинг-Сити, чтобы завершить начатое. Однако Оливер и Тея были в состоянии победить его и заключить обратно в тюрьму. В конце пятого сезона Слэйд помогает Оливеру в борьбе с Прометеем. Как выяснилось, когда Миракуру выветрилось из его организма, он раскаялся во всё том, что делал во время событий второго сезона. Чтобы искупить вину, а также найти своего сына Джо, он согласился помочь Оливеру. В шестом сезоне Оливер помогает Слэйду найти его сына который тоже стал наёмником и взял себе имя Кейн Вулфман. Слэйд отказался присоединиться к нему и вместе с Оливером побеждает его и его банду. После этого Слэйд прощается с Оливером и исчезает. Персонаж Слэйда основан на персонаже DC Comics Детстроуке. Первое появление: «Предательство» |                         |                            |                            |                            |  |
| |                         |                            |                            |                            |  |
| Доктор Кёртис Холт | Эчо Келлум              | 5-7                        | 4                          | 8                          |  |
| - Кёртис Холт / Мистер Террифик (Эчо Келлум) — ученый и изобретатель, который работает в Палмер Технолоджис под началом Фелисити. Доктор Кёртис Холт работает в Палмер Технолоджес. Фелисити обращалась к нему, когда встречалась с проблемами научного характера. также он является изобретателем вживляемого чипа, который вернул Смоук способность ходить. В одной из серий, когда Фелисити покинула команду Стрелы, он заменил её в качестве специалиста по компьютерным технологиям и помог спасти уменьшенного Рэя Палмера из плена Организации У. Л. Е. Й. Впоследствии неоднократно помогал команде снова. В конце четвёртого сезона он помогает остановить Рубикон.. В пятом сезоне, он помогает Зелёной стреле с починкой оборудования, а также с поиском молодых мстителей. После того, как его на улице избили двое бандитов, он, не желая быть больше беспомощным, начинает обучаться у Оливера боевым искусствам. В качестве своего супергеройского имени он берёт прозвище рестлера, известного своим лозунгом, «Честная игра» — Мистера Террифика. Также он использует грим, похожий на тот, который используют рестлеры. Впоследствии разрабатывает себе оружие: два очень прочных парящих шара, управляя которыми, он может сканировать предметы и разбивать бетонные стены. Был похищен Прометеем и перевезён на Лиан Ю. В шестом сезоне ушёл из команды Стрелы из за неравенства членов и создаёт свою команду вместе с Диной и Рене. В седьмом сезоне Кёртис работает в А. Р.Г. У.С но впоследствии получает должность в Вашингтоне и уезжает. Персонаж основан на одном из воплощений супергероя Мистера Террифика. Первое появление: «Кандидат» |                         |                            |                            |                            |  |
| |                         |                            |                            |                            |  |
| Эдриан Чейз / Саймон Моррисон / Прометей | Джош Сегарра Майкл Дорн | 5                          | -                          | 6                          |  |
| - Эдриан Чейз / Саймон Моррисон / Прометей (†) — убийца в маске и в капюшоне, бросивший вызов Зелёной стреле. Главный антагонист пятого сезона. Один из создателей сериала, Марк Гуггенхайм, заявил, что кроме имени персонажа ничего не связывает с одноимёнными персонажами комиксов DC Comics. Эдриана Чейза в облике Прометея озвучил Майкл Дорн В пятом сезоне Эдриан Чейз — окружной прокурор Стар-сити, находящийся в хороших отношениях с мэром Оливером Куином. Готов прийти к нему на помощь: он соглашается помочь освободить Диггла, когда того подставляют и обвиняют в измене и продаже оружия. Однако на самом деле его настоящее имя — Саймон Моррисон. Он является сыном одного из коррумпированных бизнесменов Джастина Клейборна, которых Оливер застрелил из лука, когда был Капюшоном. В стремлении отомстить Чейз становится злодеем-линчевателем Прометеем и использует особые звёздочки-сюрикены, выплавленные из наконечников стрел, которые Оливер использовал в свой первый год после возвращения с Лиан Ю. Владеет стилем боя Лиги убийц, поскольку обучался у Талии аль Гул, которая также ищет мести за смерть отца, Ра’са аль Гула. Постепенно набирает себе сторонников: Талию, Артемиду (бывшую ученицу Оливера, которая предала его, когда узнала, что это он был Капюшоном), Чёрную сирену, а в финале сезона — Капитана Бумеранга. Один раз похитил Оливера и пытал его, чтобы доказать, что Куин недостоин быть защитником города, так как ему просто нравится убивать (что практически получилось). Позднее напал на убежище команды Стрелы, взорвав там ЭМИ-бомбу. В финале сезона при помощи своих союзников похитил учеников Оливера, его соратников, а также нашёл Саманту и Уильяма (бывшую девушку Оливера и их общего сына) и перевёз всех на Лиан Ю. В битве с Зелёной стрелой потерпел поражение и застрелился, активировав тем самым взрывные устройства, заложенные им по всему острову. В шестом сезоне в кроссовере «Кризис на земле — Х» появляется Прометей с земли — Х который оказывается двойником Томми Мерлина. Также в одной из серий Эдриан Чейз появляется как галлюцинация Оливера после того как его отравили Вертиго. В восьмом сезоне, появляется его версия с Земли-2, где он является самим Зеленой Стрелой. Принимает помощь от Оливера с Земли-1. Эдриан Чейз взял имена двух различных персонажей DC Comics — Эдриана Чейза / Линчевателя и Прометея Первое появление: «Рекруты» (как Прометей), «Вопрос доверия» (как Эдриан Чейз) |                         |                            |                            |                            |  |
| |                         |                            |                            |                            |  |
| Рене Рамирес / Дикий пёс | Рик Гонсалес            | 6-8                        | 5                          | -                          |  |
| - Рене Рамирес / Дикий пёс — новый мститель Стар-сити, действует необдуманно и импульсивно, чем привлекает внимание Зелёной стрелы. В пятом сезоне Рене решил бороться с преступностью как мститель в хоккейной маске. Действовал чересчур импульсивно, за что в команде Стрелы его прозвали Диким псом. Когда Оливеру понадобилась новая команда, Куин решил, что если возьмёт Рене, то сможет обучить его сдерживать его эмоциональные порывы и направлять их в нужное русло. Незадолго до того, как стать мстителем, Рене развёлся с женой, с которой у него есть общая дочь. В определённый момент становится членом администрации мэра Оливера Куина и заместитель мэра Квентин Лэнс уговаривает Рамиреса бороться за опеку над дочерью. Однако в самый ответственный момент он не явился в суд, поскольку его похитили Прометей и его союзники и перевёзли на Лиан Ю. В 6 сезоне согласился дать показания против Оливера из-за риска потерять дочь. Уходит из команды Стрелы из-за неравенства её членов рв и создаёт новую команду вместе с Кертисом и Диной. Затем, во время драки с Зелёной стрелой был серьёзно ранен Оливером, что окончательно рассорило команду Стрелы и команду Дины, Кертиса и Рене. В финале сезона они вновь объединяются и побеждают Рикардо Диаса. В седьмом сезоне Рене не может смириться с тем что команды Стрелы больше нет, и начинает работать с Новой Зелёной стрелой которой оказывается сводная сестра Оливера Эмико. Во флешфорвардах двадцать лет спустя Рене является мэром района Глэйдс который отделился от остального города. Дикий пёс основан на одноимённом персонаже DC Comics Первое появление: «Наследие» |                         |                            |                            |                            |  |
| |                         |                            |                            |                            |  |
| Дина Дрейк / Чёрная канарейка II | Джулиана Харкави        | 6-8                        | 5                          | -                          |  |
| - Дина Дрэйк / Чёрная канарейка II — детектив, переехавшая из Централ-сити. Мета-человек со способностью издавать очень громкий крик (аналогично Чёрной сирене). Жёсткая и дерзкая. В пятом сезоне Дина Дрейк — бывший детектив полиции Централ-сити. Когда-то её внедрили к наркотогровцам под именем Тина Боланд, однако впоследствии те выяснили кто она. Её и её напарника (с которым у неё был роман) пытали как раз в тот момент, когда взорвался ускоритель частиц в лаборатории СТАР. Так как за долю секунды до того, как взрывная волна достигла Дины, на её глазах убили напарника и она кричала, то получила способность издавать во много раз усиленный крик. Оливер и его команда рассматривали её кандидатуру на место Лорел Лэнс / Чёрной канарейки. В результате Дина Дрейк переехала в Стар-сити, перевелась в местное полицейское отделение и присоединлась к команде Стрелы как Чёрная канарейка. Её первую из соратников Оливера похитили Прометей и его союзники, после чего она оказалась на Лиан Ю. В шестом сезоне оказывается, что Линчеватель — это её бывший напарник и парень Винсент Соболев. Постепенно у неё с ним вновь завязываются романтические отношения, но потом из-за того, что он предал Диаза, его убивает Чёрная Сирена. Она клянется отомстить Лорел и почти убила её, если бы её не вразумил Кертис. Уходит из команды Стрелы из-за неравенства её членов и создаёт новую команду вместе с Кертисом и Рене. Также ведёт активную борьбу с продажными полицейскими, которые работают на Диаса. В седьмом сезоне Дина становится капитаном и пытается восстановить доверие горожан к полиции. После освобождения Оливера она берет его на работу в качестве внештатного сотрудника. Персонаж носит имя и супергеройский псевдоним первой Чёрной канарейки. Первое появление: «Вторые шансы» |                         |                            |                            |                            |  |

1. 1 2  В пятом сезоне Кэти Кэссиди появилась как в гостевой роли Лорел Лэнс / Чёрной канарейки, так и в качестве повторяющегося персонажа Лорел Лэнс / Чёрной сирены

## Расширенная вселенная
Здесь перечислены персонажи, впоследствии ставшие главными героями других телесериалов той же телевизионной вселенной, ранее появлялись в них либо кроссоверах с ними, а также те, кто фигурируют в нескольких проектах, в том числе и «Стреле». Персонажи перечислены в алфавитном порядке с сортировкой по имени.
- Доктор Альдус Бордман (Питер Фрэнсис Джеймс[англ.]) — профессор культуры классицизма в Университете Сент-Роха. Обладает обширными знаниями касательно биографий Чай-Ары / Кендры и принца Хуфу / Картера[24]. Впервые появляется в ежегодном кроссовере 2015 года на экране в записи, посвящённой информации о Вандале Сэвидже. В пилотных эпизодах «Легенд завтрашнего дня» выясняется, что он сын предыдущих инкарнаций Кендры и Картера, поэтому ему известно многое о них. Был смертельно ранен Хроносом, наёмным убийцей Мастеров времени, и впоследствии умер.
- Барри Аллен / Флэш (Грант Гастин) — судмедэксперт из Централ-сити и его защитник. Первоначально появляется в эпизодах второго сезона «Учёный» и «Три призрака», в которых он, расследуя смерть матери, самовольно покинул Централ-сити и приехал в Старлинг-сити, чтобы исследовать нападение Сайруса Голда на склад Куин Консолидейтед. Сталкивается с командой Стрелы, находит взаимопонимание с Фелисити. Вскоре его отзывают обратно, так как выяснилось, что он в Старлинг-сити неофициально. Однако Оливер был отравлен неизвестным препаратом во время стычки с Сайрусом Голдом, и Фелисити с Дигглом захватывают Барри у поезда, чтобы он смог его вылечить. Помогает команде Стрелы с делом, изготавливает для Оливера зелёную маску домино и возвращается в свою лабораторию в Централ-сити, где как раз взорвался ускоритель Лаборатории СТАР и его поражает молния. В следующей серии выясняется, что Барри в коме. В серии «Затишье» звонит Оливеру, говорит ему, что он вышел из комы и хочет с ним встретиться (в дальнейшем прибегает к Оливеру в пилотной серии сериала «Флэш»). В серии третьего сезона «Отважный и смелый» снова возвращается в Старлинг-сити, но уже как Флэш, чтобы помочь команде Стрелы и А. Р. Г. У. Су справиться с Капитаном Бумерангом. В серии «Меня зовут Оливер Куин» он появляется в Нанда Парбат, чтобы спасти команду Оливера от гибели, но практически сразу же возвращается в Централ-сити. В серии «Легенды вчерашнего дня» он и Оливер помогают Кендре Сандерс и Картеру Холлу одолеть Вандала Сэвиджа. Появляется на похоронах Лорел в серии «Плач канарейки». Помогает Фелисити и Циско спасти Оливера и команду от доминаторов в серии «Вторжение!».
- Бри Ларван / Насекомоглазая Бандитка[англ.] (Эмили Кинни) — бывшая сотрудница Mercury Labs, создавшая себе армию роботизированных пчел и желающая отомстить Фелисити за свое поражение, а также украсть у неё чип, позволяющий Смоук ходить.
- Циско Рамон / Вайб (Карлос Вальдес) — гений машиностроения, является самым молодым членом команды учёных в лаборатории СТАР[25]. Приехал вместе с Кейтлин Сноу в эпизоде второго сезона «Человек под капюшоном», чтобы забрать из филиала Лаборатории СТАР в Старлинг-сити различное оборудование, пока доктор Уэллс не закрыл этот филиал, но им помешал Слэйд Уилсон, которому это оборудование нужно для синтезирования Миракуру из крови. Вместе с Кейтлин изготавливает антидот для Миракуру. В серии третьего сезона «Отважный и смелый» вместе с Кейтлин и Флэшем возвращается в Старлинг-сити, чтобы помочь команде Стрелы и А. Р. Г. У. Су справиться с Капитаном Бумерангом. Обожает давать злодеям различные псевдонимы, многие из которых отсылают к различным персонажам DC Comics и будут использоваться ими для сокрытия личности. Также появляется в кроссовер-сериях «Легенды вчерашнего дня» и «Вторжение!».
- Вандал Сэвидж (†) (Каспер Крамп[англ.])[26] — бессмертный возрастом в 6 000 лет, который на протяжении всей истории человечества манипулировал королями, тиранами и диктаторами, чтобы получить власть над миром. Являлся Главным антагонистом первого сезона сериала «Легенды завтрашнего дня».
- Джейк Симмонс / Дезболт[англ.] (Да́г Джо́нс) — метачеловек со способностью вырабатывать и использовать в качестве оружия энергию плазмы[27]. После поражения от Стрелы был доставлен в Централ-сити и помещён в тюрьму внутри ускорителя. Впоследствии его, согласно одной из серий «Флэша», как и других заключённых, пытались перевезти на Лиан Ю, однако Леонард Снарт позволил всем сбежать, а Дезболта убил. Неясно, как Джейк Симмонс получил свои способности, поскольку в момент взрыва ускорителя частиц лаборатории СТАР его не было в Централ-сити.
- Джон Константин (Мэтт Райан) — детектив-экзорцист, защищающий мир от тёмных сил извне. Циничный и самодовольный, но благородный и отважный. В серии «Преследумый» помог воскресить Сару Лэнс, а во флэшбеках этой серии рассказывается история знакомства Джона с Оливером на Лиань-Ю. В 15 серии 4-го сезона Оливер Куин рассказал, что Константин находится в аду. Константин является главным героем сериала «Константин».
- Дэмиен Дарк[англ.] (†) (Нил Макдонаф) — бывший член Лиги Убийц. Главный антагонист четвёртого сезона. Когда-то он был другом Рас Аль Гула, но из-за спора за лидерство в Лиге они стали врагами. Когда Дэмиан Дарк утратил шансы на это лидерство, он сбежал, забрав образец воды из Ямы Лазаря, когда его бывший друг не казнил его, как это положено по традициям Лиги. На момент событий сериала он лидер своей собственной тайной организации, которая известна как H.I.V.E. (игра слов, от англ. hive «улей, муравейник, рой»). Эта организация в своё время наняла Дэдшота, чтобы убить Энди, брата Диггла. Также согласно Рас Аль Гулу она приказала Бронзовому Тигру украсть машину землетрясений, созданную Малкольмом Мерлином, в эпизоде «Дрожь земли», а также именно Дэмиан Дарк стоит за попыткой украсть файлы А. Р. Г. У. С. в эпизоде «Корто Мальтезе».[28] Убит в сражении с Оливером в конце четвёртого сезона. В сериале «Легенды завтрашнего дня» появляются его более молодые версии (из 1975 и 1942 годов в первом и втором сезонах соответственно). Начиная с третьего сезона этого сериала является одним из основных персонажей.
- Кара Зор-Эл / Кара Денверс / Супергёрл (Мелисса Бенойст)[29] — супергероиня из параллельной вселенной, главная героиня телесериала «Супергёрл». Подруга Флэша. Появляется в кроссовер-серии «Вторжение!».
- Картер Холл / Человек-ястреб (Фальк Хенчель) — последняя реинкарнация египетского принца Хуфу, которому суждено перерождаться вместе с его родственной душой и единственной любовью, Кендрой. Картер может использовать силу древнего египетского бога Гора и превращаться в крылатого воина, известного как Человек-ястреб.[30] Появляется в кроссовер-серии «Герои объединяются».
- Кейтлин Сноу / Убийца Мороз (Даниэль Панабэйкер) — специалист в области биоинженерии, потерявшая своего жениха во время взрыва в Лаборатории СТАР[31]. Приехала вместе с Циско Рамоном в эпизоде второго сезона «Человек под капюшоном», чтобы забрать из филиала Лаборатории СТАР в Старлинг-сити различное оборудование, пока доктор Уэллс не закрыл этот филиал, но им помешал Слэйд Уилсон, которому это оборудование нужно для синтезирования Миракуру из крови. Вместе с Циско изготавливает антидот для Миракуру. В серии третьего сезона «Отважный и смелый» вместе с Циско и Флэшем возвращается в Старлинг-сити, чтобы помочь команде Стрелы и А. Р. Г. У. Су справиться с Капитаном Бумерангом. Также появляется в кроссовер-серии «Легенды вчерашнего дня».
- Кендра Сандерс / Орлица (Сиара Рене) — девушка, которая только начинает осознавать, что является одной из множества реинкарнаций древнеегипетской жрицы Чай-Ары. Когда она начала понимать это, проявилась её древняя сущность воительницы и у неё отросли ястребиные крылья, из-за чего она была названа Орлица[32][33]. Появляется в кроссовер-серии «Легенды вчерашнего дня» . Была одним из главных персонажей первого сезона сериала «Легенды завтрашнего дня».
- Лайла Майклз (Одри Мари Андерсон)[34] — агент А. Р. Г. У. Са и жена Джона Диггла (в первых двух сезонах, бывшая жена), которая служила с ним в Афганистане, когда они впервые встретились. Внутри А. Р. Г. У. Са её позывной звучит как «Прорицательница» (англ. Harbinger)[35] и она является лидером Отряда Самоубийц на заданиях. Лайла и Джон имеют дочь, которую они назвали Сара (после того, как Флэш создал и уничтожил Флэшпоинт, у них вместо неё сын, Джон-младший). После смерти Аманды Уоллер в четвёртом сезоне, становится руководителем А. Р. Г. У. С.а. В пятом сезоне помогает мужу бежать из военной тюрьмы. Персонаж основан на супергероине Прорицательнице, персонаже DC Comics.
- Мари МакКейб / Виксен[англ.] (Мегалин Эчиканвоке) — супергероиня из Детроита, обладающая священным Тотемом танту, позволяющим копировать свойства и способности различных животных. Сирота, родилась в Африке, но всю жизнь прожила в Америке. В эпизоде четвёртого сезона «Заложник» помогает Оливеру обезвредить Дэмиена Дарка и спасти его сына. Главная героиня веб-сериала «Виксен».[36]
- Нэйт Хэйвуд / Сталь[англ.] (Ник Зано) — историк, внук члена Общества Справедливости Америки, супергероя Генри Хейвуда / Командира Стали. В серии «Вне времени» сериала «Легенды завтрашнего дня» он находит мэра Оливера Куина и просит его помочь спасти Легенд. Также он знает, что Оливер — Зелёная стрела. Появляется камео в серии «Вторжение!».
- Нисса аль Гул[англ.] (Катрина Ло) — дочь Ра’с аль Гула.[37] Появилась во втором сезоне в качестве представителя Лиги Убийц, а также возлюбленной Сары Лэнс. С трудом пережила разрыв с Сарой и покинула город. В финале второго сезона убила Изабель Рошев и забрала Сару обратно в Лигу. Вернулась в третьем сезоне и узнала о смерти Сары, что её очень разозлило. Она настроила всю Лигу на поиски её убийцы, в результате Оливеру, узнавшему правду, пришлось вызвать её отца, Рас аль Гула, на дуэль чести. Когда отец пожелал, чтобы Оливер занял его место, она пошла против желания отца и переехала в Старлинг-сити. Стала учителем Лорел по боевым искусствам уровня Лиги, как и Мерлин для Оливера. В финале пятого сезона оливер попросил её помочь спасти его друзей с Лиан Ю. Сражалась со своей сестрой, Талией. появлялась в одном из эпизодов первого сезона «Легенд завтрашнего дня» в воспоминаниях Сары Лэнс.
- Ра’с аль Гул (†) (Мэтью Нэйбл) — глава террористической организации «Лига Убийц» и отец Ниссы и Талии аль Гуль. Главный антагонист третьего сезона. Базируется вместе с Лигой в Нанда Парбат, где имеет в своём распоряжении Яму Лазаря, вода в которой может оживлять мертвых, продлевать жизнь, а также исцелять раны. С помощью неё, Рас аль Гуль несколько раз продлевал себе жизнь. Никогда не признавал Сару в качестве члена Лиги, а также не одобрял отношения Ниссы с нею. Прочил Оливера на своё место, предпринял несколько довольно жестоких попыток завлечь его в Лигу. Был убит в сражении с Оливером в конце третьего сезона. В одном из эпизодов сериала «Легенды завтрашнего дня» появляется его версия из 1960, которая управляет Лигой и воспитывает маленькую дочь, Талию.
- Рэй Палмер / Атом (Брэндон Раут) — крупный бизнесмен и новый владелец Куин Консолидейтед. Заменил Изабель Рошев на посту генерального директора после того, как после её смерти её преступления были раскрыты широкой общественности.[38][39] Приезжает в Старлинг-сити, чтобы сделать его лучше, помочь восстановиться после террористических атак, имеет намерение переименовать его в Стар-сити. После того, как его невеста, Анна, была убита суперсолдатами Миракуру, Палмер развивает научные технологии А. Р. Г. У. Са и Куин Консолидейтед и модифицирует специальный костюм на основе энергии белого карлика, в чём ему помогает Фелисити, ныне его вице-президент и романтический интерес. Он использует его, чтобы стать высокотехнологичным мстителем в костюме. В последней серии 3 сезона при испытании его костюм взрывается. Через 5 месяцев Фелисити Смоук узнает, что Рей жив и находится в плену. В серии четвёртого сезона «Потерянные души» его спасают из плена, после чего он возвращается к супергеройской деятельности, хотя отказывается аннулировать своё свидетельство о смерти как Рея Палмера. Впоследствии был приглашен в команду Рипа Хантера и сейчас фигурирует в сериале «Легенды завтрашнего дня». Появлялся в кроссовере «Вторжение!» вместе с оотальными Легендами
- Саманта Клейтон (†) (Анна Хопкинс) — бывшая девушка Оливера, которая забеременела от него. По требованию Мойры Куин уехала из города с чеком на крупную денежную сумму (в телесериале «Флэш» выясняется, что у неё родился сын, которого она назвала Уильям)[40][41]. В серии четвёртого сезона «Легенды вчерашнего дня» Оливер узнаёт о сыне, но не может рассказать об этом, так как иначе Саманта запретит ему общаться с мальчиком. После того, как Дэмиен Дарк похитил Уильяма и его освобождения совместными усилиями команды Стрелы и Виксен, переехала с сыном в другой город. Во время событий пятого сезона их нашёл Эдриан Чейз (он же Прометей) и перевёз на Лиан Ю в качестве заложников. Погибла при взрыве на острове.
- Уильям Клейтон (Джек Мур, Бен Льюис[англ.]) — внебрачный сын Оливера, после смерти матери живёт вместе с Оливером и Фелисити. В седьмом сезоне во флешфорвардах появляется взрослый Уильям.
- Сара Лэнс / Канарейка / Белая канарейка (Кэйти Лотц) — сестра Лорел. Считалось, что она утонула вместе с яхтой Куинов. Была спасена и обучена Лигой Убийц. Вернулась в Старлинг-Сити как супергероиня Канарейка[42][43]. Помимо Оливера, Фелисити и Джона, её тайну знают только её отец и лучшая подруга Син. В пилотной серии роль Сары исполнила Жаклин Макиннес Вуд[44]. Согласно Крайсбергу, она «начало истории Чёрной Канарейки».[43][45] Освободившись от Лиги, она стала дополнением к команде Стрелы, а также нанялась в клуб Оливера в качестве бармена. Когда Рой впал в безумие в результате процедуры Слэйда по извлечению его крови, она уговаривала Оливера убить Роя, но тот решил его спасти, и Сара ушла. Позже охотно воссоединилась с Лигой и уехала. Вернулась в третьем сезоне, после чего её убила Тея, одурманенная и подговоренная Малкольмом Мерлином, и она падает с крыши и умирает на глазах у Лорел. Воскрешена Малкольмом Мерлином по просьбе Лорел в яме Лазаря в 4 сезоне. Впоследствии была приглашена в команду Рипа Хантера как Белая канарейка и сейчас фигурирует в сериале «Легенды завтрашнего дня». Появлялась в кроссовере «Вторжение!» вместе с остальными Легендами.
- Талия аль Гул (Лекса Дойг) — дочь Ра’са аль Гула и старшая сестра Ниссы, элитный убийца. Во флэшбеках она находит Оливера, когда тот дерётся с людьми Ковара, и начинает обучать его как быть Капюшоном. В настоящем выяснилось, что она также стала учителем Прометея, так как она искала мести за отца, убитого в финале третьего сезона. В финале пятого сезона сражалась со своей сестрой, Ниссой. В сериале «Легенды завтрашнего дня» можно увидеть маленькую Талию в исполнении Милли Уилкинсон.
- Уильям Токман / Король Часов (Роберт Неппер) — преступник, рассчитывающий все свои преступления по секундам[46]. Согласно одному из эпизодов телесериала «Флэш», после поражения от Стрелы у него забрали все часовые устройства и перевезли в Централ-сити, где он, во время внезапного отключения электричества по вине метачеловека, попытался захватить полицейское управление, но был ранен Айрис Уэст и вновь арестован.

## Повторяющиеся персонажи
Это список персонажей и актёров, которые снялись в их роли, распределенных по сезонам, в которых впервые появились (в алфавитном порядке с сортировкой по имени). Все эти персонажи появлялись в сериале неоднократно.

### Первый сезон
- Дина Дрэйк Лэнс[англ.] (Алекс Кингстон) — мать Сары и Лорел, бывшая жена Квентина. Персонаж основан на первой Чёрной канарейке, героине Золотого века, являющейся матерью Дины Лорел Ленс, Чёрной канарейке серебряного века.
- Роберт Куин[англ.] (†) (Джейми Шеридан) — первый муж Мойры, отец Оливера и законный отец Теи. Оказался вместе с Оливером в спасательной шлюпке посреди океана, после крушения «Королевского гамбита», подстроенного Малкольмом Мерлином. Совершает самоубийство, чтобы спасти сыну жизнь, но перед этим передаёт ему список членов Организации, чтобы сын исправил ошибки отца.
- Раиса (Кейтлин Гати) — служанка семьи Куин и прежняя нянька Оливера и Теи. Возможно, является эмигрантом из России. В шестом сезоне, является нянькой Уильяма.
- Уолтер Стил[47] (Колин Сэлмон) — отчим Оливера и Теи, второй муж Мойры. Президент Куин Консолидейтед на протяжении событий первого сезона. Был похищен по приказу Малкольма Мерлина, когда попытался разгадать тайны своей жены и причины кораблекрушения. Во втором сезоне появляется на краткое время и выясняется, что он стал банкиром, а его банк предоставил Оливеру средства выкупить половину акций Куин Консолидейтед.
- Флойд Лоутон / Дэдшот (†) (Майкл Роу[англ.]) — наёмный убийца, самый меткий стрелок-снайпер. Убил брата Джона Диггла Энди (однако позже выяснилось, что это не так), когда работал на организацию H.I.V.E. и до сих пор носит его имя, вытатуированное среди имен прочих его жертв на его теле. Являлся членом Отряда Самоубийц[34]. Во время последней миссии, где отряд должен был спасти сенатора из рук террористов, он пожертвовал собой, чтобы спасти Диггла, Лайлу и Купидона, подорвав себя. В серии «Вопрос доверия» появляется в виде галлюцинации как сокамерник Джона Диггла.
- Хелена Бертинелли / Охотница (Джессика де Гау)[48] — дочь криминального авторитета Фрэнка Бертинелли, которая хочет отомстить за своего жениха, погибшего по вине её отца. Оливер обучает её, каково быть мстителем, и у них начинается роман. Тем не менее, Хелена разрывает все отношения с ним, когда понимает, что у Куина всё ещё есть чувства к Лорел. После того, как Стрела посадил её отца в тюрьму, становится его врагом, так как она жаждет крови, а не справедливости.
- Чин На Вей / Чайна Уайт[англ.](Келли Ху)[13][49] — глава китайской Триады, действующей в Старлинг-Сити. Она ищет мести за то, что сделал Оливер в прошлом. Во флэшбеках третьего сезона показано, что он боролся против Триады, когда работал на А. Р.Г. У.С., и способствовал её поимке. Персонаж основан на одноимённом персонаже DC Comics.
- Шадо (†) (Селина Джейд) — дочь Яо Фея[50], тренировала Оливера на острове. Позднее влюбилась в него, несмотря на то, что Слэйд тоже её любил. Она была убита Айво в одном из флэшбеков второго сезона по невольной вине Оливера, что толкнуло Слэйда стать заклятым врагом Оливера. Также появляется в виде галлюцинации в голове Слэйда, подговаривая его убить Оливера и отомстить за неё. Во флэшбеках третьего сезона Оливер находит девушку, точную копию Шадо, и принимает её за Шадо, но это оказалась её сестра-близнец, Мэй.
- Эдвард Файрс[англ.] (†) (Себастьян Данн[англ.]) — лидер наемников на острове, ставший главным антагонистом флэшбеков первого сезона.[51]. В третьем сезоне выясняется, что он работал на Аманду Уоллер. Персонаж основан на агенте ЦРУ Эдди Файрсе, персонаже комиксов о Зелёной стреле.
- Яо Фей Гулонг[англ.][52] (†) (Байрон Манн) — бывший китайский генерал[53], которого правительство сделало козлом отпущения и сослало на остров. Нашёл и спас Оливера, когда того выбросило на остров. В первом сезоне встречается только во флэшбеках, в конце сезона погибает от рук Файрса. В третьем сезоне в доме его дочери можно увидеть его фотографии. В пятом сезоне Талия Аль-Гул упоминает что Яо Фей был её учеником. Также в конце сезона Яо Фей появляется как галлюцинация Оливера. Персонаж основан на супергерое DC Comics, одном из членов Великолепной Десятки[53].

### Второй сезон
- Аманда Уоллер (†) (Синтия Аддай-Робинсон) — руководитель организации «А. Р. Г. У. С.»[54] и официальный лидер Отряда Самоубийц. Во втором сезоне она часто привлекает Диггла в качестве своего внештатного агента и отправляет его на миссии с другими агентами А. Р. Г. У. С.. Во время нападения Слэйда Уилсона на Старлинг-сити отправляет агентов, чтобы захватить суперсолдат Миракуру живыми, но её остановили Диггл и Лайла.[55] Её позывной в А. Р. Г. У. Се — «Пересмешник», что является отсылкой к нескольким суперзлодеям DC Comics, носившим это имя, будучи членами Тайной Шестерки.[35] В третьем сезоне встречается во флэшбеках, во время событий которых спасла Оливера с Лиань Ю и заставила работать на себя в Гонконге. В серии «Дезертир» её убивают члены «Теневого копья».
- Анатолий Князев (Дэвид Найкл) — персонаж, основанный на суперзлодее KGBисте. Встречается только во флэшбеках. Был похищен доктором Айво и насильно привезён на остров Лиань Ю. Член русской Братвы. Познакомился с Оливером на острове и подружился с ним[56]. Во флэшбеках пятого сезона Оливер встречает его, когда Куина захватывает Братва. Анатолий обучает его и принимает в Братву, где начинается становление парня как одного из лидеров этой организации. Один из антагонистов шестого сезона.
- Изабель Рошев[англ.] (†) (Саммер Глау) — вице-президент по поглощению в Стеллмур Интернешнл, приобрела половину акций Куин Консолидейтед[57] в премьере второго сезона[58]. Русская. Родилась и до 9 лет жила в Москве, после чего её усыновила американская семья. В детстве стеснялась своего русского акцента и работала над его преодолением. Позже выясняется, что она работала с отцом Оливера, Робертом Куином, и даже была его доминой, а также приобретает полный контроль над Куин Консолидейтед, когда Оливер спит с ней и продает свою долю акций на своих условиях. Также, как и Оливер, она обучалась боевым искусствам у Слэйда, но при этом приняла Миракуру. В финале сезона она была убита Ниссой аль Гул. Персонаж является тезкой злодейки DC Comics «Королевы», которая, согласно комиксам, стала владелицей Куин Консолидейтед после смерти Роберта Куина. Также, после принятия Миракуру она стала похожей на дочь Слейда (Роуз Уилсон) из-за своей преданности к нему, костюма и двух мечей, но правый глаз Изабель в отличие от правого глаза Роуз на месте.
- Себастьян Блад / Брат Блад[англ.] (†) (Кевин Алехандро) — продажный политик, работающий на Слэйда[59], некоторое время друг Оливера и романтический интерес Лорел Лэнс. Блад является кандидатом на пост мэра, в чём соперничает с Мойрой Куин. Желает создать своё видение Старлинг-сити, но при этом ведёт двойную жизнь — он втайне от всех является преступником по прозвищу «Брат Блад», носящим маску черепа, основанную на его детских кошмарах об отце, и накачивающим людей Миракуру с целью создать суперсолдат. На первый взгляд кажется мягким и добросердечным, но постепенно раскрывается, что на самом деле он самовлюблённый и эгоистичный, также является ответственным за убийство собственных родителей. Впоследствии Оливер и Лорел раскрывают его тайну, но Блад использует Лорел, в итоге они уничтожают куклу-приманку в маске черепа. Позднее они снова сталкиваются с ним и Оливер впустую потратил время, пытаясь поговорить с Себастьяном. Во время нападения Слэйда на город с целью разрушить его, Слэйд убеждает его дать противоядие от Миракуру Оливеру, тем самым подставляя его, и Изабель Рошев убивает Блада за предательство. Предательство Себастьяна помогает команде Стрелы победить армию Слэйда.
- Синди «Син»[англ.] (Бекс Тейлор-Клаус) — подруга Сары[60]. Дочь сбитого над островом пилота (он перед смертью показал Саре фото, на котором была ещё маленькая Син). Позже подружилась с Роем и Теей. Её имя сокращается до «Син», что значит «грех, порок» (от англ. sin — «грех. порок»), и отсылает к Грех, персонажу DC Comics.
- Доктор Энтони Айво (†) (Дилан Нил) — учёный прибывший на остров, чтобы найти подлодку с японской сывороткой, под названием Миракуру, для создания суперсолдат. Главный антагонист флэшбеков второго сезона. Жестокий и хладнокровный, готов пойти на все, чтобы добыть нужное. Так, он нашёл Сару в океане и заставил её впоследствии драться с пленниками. Позднее он вынудил Оливера выбирать между Сарой и Шадо, а когда Оливер выбрал обеих, бросившись к Саре, Айво посчитал, что Оливер сделал выбор и убил Шадо. Слэйд решил отомстить Айво, где захватил его корабль, и отрубил ему руку. Позже убит Оливером.

### Третий сезон
- Акио Ямаширо (†) (Брэндон Номура) — сын Масео и Татсу. Появляется только во флэшбеках. Умер в результате заражения вирусом «Альфа и Омега».
- Донна Смоук (Шарлотта Росс) — мать Фелисити. В четвёртом сезоне становится девушкой Квентина Лэнса, но в пятом они уже расстались.
- Дэнни Брикуэлл / Кирпич[англ.] (Винни Джонс) — главарь банды, которая терроризирует Старлинг-сити и намерен подчинить себе Глэйдс.[61] Причастен к убийству жены Малкольма Мерлина, Ребекки Мерлин. В 4 сезоне был освобожден из тюрьмы Дэмиеном Дарком, но позже побежден Стрелой, и снова отправлен в тюрьму.
- Масео Ямаширо (†) (Карл Юн[англ.]) — появляется во флэшбеках как член организации А. Р. Г. У. С. и напарник Оливера,[62] и в настоящем времени как член Лиги Убийц (псевдоним — «Сараб»). Он муж Татсу Ямаширо и отец её сына. Спасает Оливера, когда тот упал со скалы, пронзенный мечом Рас аль Гула, и приносит его Татсу, чтоб она вылечила его. Позднее действует как его враг, став одним из тех, кто убивал людей от имени Стрелы и заставил жителей города повернуться против своего героя. Погиб от рук своей жены Татсу.
- Мэттью Шрив[англ.] (†) (Марк Сингер) — коррумпированный генерал армии США, главный антагонист флэшбеков третьего сезона. Ведомый страхом, что Китай может стать сильнее США в экономическом и военном плане, приказал распылить вирус «Альфа и Омега» по всему Гонконгу, что стало причиной смерти тысяч мирных жителей, среди которых был Акио Ямаширо, сын Масео и Татсу Ямаширо. В конце 3 сезона был избит Оливером до полусмерти после чего его застрелил Масео.
- Татсу Ямаширо[англ.] (Рила Фукусима) — во флэшбеках третьего сезона она наставник Оливера и жена его напарника, Масео, в организации А. Р. Г. У. С. Также появляется в настоящем, чтобы вылечить Оливера от ранений, после того, как его пронзил мечом Рас аль Гул. Персонаж основан на персонаже DC Comics, известном как Катана.[63] На эту роль первоначально планировалось пригласить Девон Аоки, но она отказалась из-за занятости.[64][65]
- Тед Грант / Дикий кот (Джей Ар Рамирес) — персонаж, основанный на одноимённом супергерое DC Comics. В прошлом Тед Грант был боксером, в настоящее время управляет тренажерным залом для неимущих.[66] В недавнем прошлом был мстителем по имени «Дикий кот», который присматривал за Глейдс, но потом бросил это дело. Тренировал Лорел в боевых искусствах. В последнем своём появлении был избит Кирпичом. Дальнейшая судьба неизвестна, возможно погиб.
- Энди Диггл (†) (Юджин Берд[англ.]) — брат Джона Диггла, считавшийся погибшим от рук Дэдшота. Впервые появляется во флешбеках 3-го сезона. В 4 сезоне выясняется, что он жив и является членом организации H.I.V.E. Был захвачен в плен командой Стрелы и, как казалось, образумлен своим братом, но позже выяснилось, что он и не думал предавать H.I.V.E. Был застрелен собственным братом.

### Четвёртый сезон
- Алекс Дэвис (†) (Паркер Янг) — руководитель предвыборной кампании Оливера и потенциальный любовный интерес Теи. После того, как Оливер снимает свою кандидатуру на пост мэра, начинает работать на его конкурентку, Руве Адамс. В серии «Генезис» показано, что его контролируют при помощи тех же капсул, какие Дарк даёт своим «призракам». В эпизоде «Опорная точка» погибает от руки Лонни Мэйчина.
- Конклин (†) (Райан Роббинс) — член «Теневого копья», появляется только во флэшбеках. Убит Оливером.
- Лонни Мэйчин / Анархия (Александер Калверт) — наёмный убийца, который способен взяться за любое дело и сделать всё, что угодно, чтобы впечатлить заказчика. При этом он никогда не заботится о последствиях своих действий.[67]
- Ноа Каттлер / Калькулятор[англ.] (Том Амандес[англ.]) — гениальный хакер-преступник и отец Фелисити.
- Барон Райтер[англ.] (†) (Джимми Акингболла[англ.]) — лидер организации «Теневое копьё» (англ. Shadowspire), главный антагонист во флэшбеках четвёртого сезона. Убит Оливером.[68] Персонаж основан на персонаже DC Comics Бароне Блицкриге.[69][70]
- Рувэ Адамс (†) (Джанет Киддер[англ.]) — жена Дэмиена Дарка и новый мэр Стар-Сити. Погибла в результате взрыва, устроенного Лонни Мэйчином / Анархией.
- Тайяна Венедиктова (†) (Элизия Ротару[англ.]) — женщина, которую спас Оливер при своём возвращении на остров во флэшбеках четвёртого сезона. Они оба имитируют её смерть и ей приходится прятаться от «Теневого копья». У неё был брат, которого Оливер убил в целях самообороны. Тем не менее, их вскоре находят Конклин и его люди. После того, как Оливера пытали, она заботится о его ранах, а позднее помогает Куину украсть магического идола из-под носа барона Райтера. Однако вскоре власть идола начинает искушать её и она просит Оливера убить её, что тот и делает. Оливер обещал ей найти и убить Константина Ковара[71][72].
- Эвелин Шарп / Артемида (Мэдисон Маклафлин) — семнадцатилетняя девушка, которая принимает мантию Чёрной канарейки после смерти Лорел Лэнс. Так как она не обучена, Зелёной стреле приходится спасать её. В пятом сезоне она становится одной из его учеников, начинает использовать лук и стрелы и берёт себе псевдоним в честь греческой богини охоты[73]. После того как Оливер раскрывает, что он был Капюшоном и убивал людей, она предаёт его и переходит на сторону Прометея. Она была заперта в клетке Командой Стрелы. После взрыва в Лянь Ю её Дальнейшая судьба неизвестна.

### Пятый сезон
- Ишмаэль Грегор (†) (Дэвид Мюнье[англ.]) — пахан русской Братвы, заинтересованный в Оливере Куине. Убит Оливером.
- Константин Ковар[англ.] (†) (Дольф Лундгрен) — член российского правительства. Является мишенью Оливера. Главный антагонист флэшбеков пятого сезона. Убит Оливером.
- Билли Мэлоун (†) (Тайлер Риттер[англ.]) — детектив Полицейского департамента Стар-сити[74]. Новый парень Фелисити. В 9 серии был по ошибке убит Оливером, который принял его за Прометея.
- Рори Реган / Старьёвщик[англ.] (Джо Диникол[англ.]) — персонаж, основанный на одноимённом супергерое DC Comics. Он приехал в Стар-сити после того, как «только что пережил трагедию личного характера». В конце концов он сталкивается с Зелёной стрелой[75]. Как выясняется, он последний выживший из города, в который Фелисити направила единственную ракету Рубикона, которую не смогла уничтожить. Его спасла от смерти древняя хламида, передаваемая в его семье из поколение в поколение. Эта хламида имеет с хозяином телепатический контакт, позволяющий управлять кусками ткани подобно щупальцам, защищает его от пуль и взрывов. Был учеником Оливера. В эпизоде «Братва» при помощи хламиды защитил всю команду от ядерного взрыва, после чего ему пришлось уйти, так как хламида потеряла свои защитные свойства и Рори хотел выяснить, в чём причина.
- Сьюзен Уильямс (Карли Поуп) — репортёр из Коуст-сити . Новый любовный интерес Оливера[76].
- Тобиас Чёрч / «Харон» (†) (Чад Коулмэн) — влиятельный преступник, желающий объединить под своим началом все преступные группировки Стар-сити. Убит Прометеем[77].
- Алина (Кейси Рол) — член хакерской организации «Спираль».
- Линчеватель / Винсент Собел (†) (Йохан Урб) — мститель который ведёт собственную войну с преступностью, при этом его не заботят побочные жертвы среди гражданских. В шестом сезоне выясняется что Линчеватель — это Винсент Собел, бывший полицейский из Централ-сити и напарник Дайны, который считался погибшим. Как оказалось, при попадании пули в голову во время взрыва ускорителя частиц он обрёл способность к самоисцелению. Внедрился в команду Кейдена Джеймса, чтобы уничтожить её изнутри, но был раскрыт и позже убит Чёрной сиреной.

### Шестой сезон
- Кейден Джеймс (†) (Майкл Эмерсон) — основатель хакерской организации «Спираль». Один из антагонистов шестого сезона. Убит Диасом с помощью ножа ударом в сонную артерию.
- Саманта Уотсон (Сидель Ноэль[англ.]) — агент ФБР расследующая связь Оливера Куина с Зелёной стрелой.
- Рикардо Диас / Дракон[англ.] (†) (Керк Асеведо) — влиятельный преступник, главарь банды «Скорпионы». Главный антагонист шестого сезона. Некоторое время состоял в команде Кейдена Джеймса, но впоследствии раскрывается что всё это время Диас вёл свою игру. Именно Диас организовал убийство сына Кейдена Джеймса чтобы столкнуть его с Зелёной стрелой. Был Убит в седьмом сезоне Эмико Адачи в тюрьме.

### Седьмой сезон
- Эмико Адачи[англ.]  (†) (Сиа Шимука) — внебрачная дочь Роберта Куина и единокровная сестра Оливера. Надела капюшон Зелёной стрелы чтобы найти убийцу своей матери. Главная антагонистка седьмого сезона. Позже выясняется, что она является главой «Девятого круга». Она нашла убийцу своей матери — это был её наставник Данте. В конце сезона она была убита новым лидером «Девятого круга» Беатрисой, так как её мстительные действия против Оливера раскрыли их.
- Стенли Довер[англ.]  (Брендан Флетчер) — сокамерник Оливера, серийный убийца. Решил подружиться с Оливером чтобы тот защитил его от других заключённых. После побега из тюрьмы нападает на Оливера и его семью, но в итоге его ловят и снова возвращают в тюрьму.
- Мия Смоук / Чёрная звезда  (Кэтрин Макнамара) — дочь Оливера и Фелисити. Появляется во флешфорвардах.
- Коннор Хоук  (Джозеф Дэвид Джонс[англ.]) — сын Бена Тёрнера и приёмный сын Джона Диггла. Появляется во флешфорвардах.
- Данте  (†) (Эдриан Пол) — международный террорист. Один из антагонистов седьмого сезона. Наставник Эмико направивший её на тёмный путь. Ошибочно считался главой «Девятого круга», был убит Эмико когда она узнала что именно он убил её мать.
- Мар Нову / Монитор[англ.] (Ламоника Гаррет[англ.]) — космическое существо, путешествующее между мирами. Поручил Оливеру миссию цель которой предотвратить гибель мультивселенной в грядущем кризисе.
- Джон Диган (Джереми Дэвис) — психиатр из лечебницы Аркхэм. Пытался изменить реальность с помощью Книги судеб которую получил от Монитора, превратив себя в Супермена, но был побежден Зелёной стрелой и Флэшем.

### Восьмой сезон
- Джон Диггл.мл / Дефстроук (Чарли Барнетт) — сын Джона Диггла, лидер банды Дефстроук. Появляется во флешфорвардах.
- Райан Чой[англ.] (Осрик Чау) — учёный из города Айви-Таун. Участвовал в событиях кризиса на бесконечных землях как парагон человечности.
- Джим Корриган[англ.] / Спектр (Стивен Лобо[англ.]) — бывший детектив полиции после смерти ставший воплощением Спектра. В чистилище тренировал Оливера, чтобы тот стал новым Спектром.
- Мобиус / Анти-Монитор[англ.] (Ламоника Гаррет[англ.]) — двойник Мар-Нову из антивселенной. Главный антагонист восьмого сезона и кроссовера Кризис на бесконечных землях. Во время битвы был отправлен в микровселенную.

## Приглашённые актёры
Здесь перечислены персонажи и актёры, сыгравшие их роли, которые появились один раз, либо повторяющиеся персонажи, которые не играли существенной роли в сюжете. Персонажи перечислены согласно сезонам, в котором впервые появились.

### Первый сезон
- Адам Хант (†) (Брайан Маркинсон) — коррумпированный бизнесмен, первый в «Списке», кого остановил Оливер[78]. Позже был убит Малкольмом Мерлином.
- Алексей Леонов (†) (Евген Липинский) — член русской Братвы в Старлинг-сити[79]. Во втором сезоне убит Слейдом Уилсоном.
- Билли Винтергрин (†) (Джеффри Робинсон)[80][81] — напарник Слэйда в австралийском спецназе. Предал его и стал работать на Файрса. Убит Слэйдом. Носит чёрно-жёлтую маску, что является отсылкой к суперзлодею Детстроуку.
- Гарфилд Линнс (†) (Эндрю Дунбар)[82] — бывший пожарный Старрлинг-сити, состоявший в роте «Светлячков». Считался погибшим в пожаре за 2 года, до появления Капюшона. На самом деле выжил, но сильно обгорел и помутнился рассудком. Убил нескольких пожарных, в том числе и Дэнни де ла Вега — брата Джоанны. Пытался убить начальника пожарной службы, но поняв, что Капюшон не даст ему свершить месть, покончил с собой, сгорев в своём же пожаре.
- Граф Вертиго (†) (Сет Гейбл) — наркодилер, распространяющий смертоносный наркотик под названием «Вертиго». Убит Оливером во втором сезоне[83].
- Дерек Рестон (Карри Грэхэм) — лидер банды «Флэш Рояль», собранной из членов его семьи и использующей символику карт для совершения ограблений[84].
- Джоанна де ла Вега (Энни Айлонзех)[85][86] — подруга Лорел и её коллега в адвокатской конторе CNRI.
- Карли Диггл (Кристи Лэйнг) — старый любовный интерес Диггла и вдова его брата, Энди[87].
- Кейт Спенсер (†) (Чила Хорсдал) — окружной прокурор[88]. Убита во втором сезоне в ходе атаки Слэйда Уилсона на Старлинг-сити.
- Лукас Хилтон (†) (Роджер Кросс) — напарник Квентина Лэнса, когда он был детективом. Помогал ему в первом сезоне[89]. В эпизоде второго сезона «Три призрака» был убит Сайрусом Голдом.
- Фрэнк Пайк (†) (Эдриан Холмс) — лейтенант полиции Стар-сити, друг Квентина Лэнса. В пятом сезоне становится капитаном. Погиб в шестом сезоне во время кибер-атаки которую устроил Кейден Джеймс.
- МакКена Холл (Джанина Гаванкар)[90] — полицейский, которая встречалась с Оливером.
- Мистер Бланк (Дж. Аугуст Ричардс[англ.]) — наёмный убийца, который также убивает всех, кто мог видеть его лицо. В эпизоде «Вторжение домой» пытался убить Лорел и мальчика, который стал свидетелем.
- Ник Сальвати (†) (Тамо Пеникетт) — правая рука Фрэнка Бертинелли. Убит Хеленой[91].
- Сайрус Венч (Дэвид Андерс)[92] — серийный убийца, отпущенный на свободу. Сразу после освобождения убил своего адвоката и поселился в его доме. Когда Стрела пришёл за ним по просьбе Лорел, Сайрус решил последовать уроку, выученному в тюрьме: «найди самого большого громилу и опусти его, или что-то в этом роде». Выбрав своей целью Стрелу, он тем не менее проиграл ему.
- Тед Гейнор (†) (Бен Браудер) — бывший полевой командир Диггла, который стал преступником, совершая ограбления инкассаторских машин, но был убит Стрелой в эпизоде «Доверяй, но проверяй». Во флэшбеке эпизода «Отряд Самоубийц» показано его с Дигглом военное прошлое[93].
- Фрэнк Бертинелли (†) (Джеффри Нордлинг) — криминальный босс и отец Хелены/Охотницы[94]. Погиб от шальной пули в эпизоде «Хищные птицы».

### Второй сезон
- Адам Доннер (Дилан Брюс) — помощник окружного прокурора, босс Лорел во втором сезоне[95]. Позднее был уволен.
- Бартон Матис / Кукольный мастер (†) (Майкл Эклунд)[96] — серийный убийца-женоненавистник, личный враг Квентина Лэнса. Позднее был убит Сарой Лэнс.
- Бен Тёрнер / Бронзовый Тигр (Майкл Джей Уайт)[59] — преступник, мастер боевых искусств, пользуется двумя кастетами с прикреплёнными к ним лезвиями. Член Отряда Самоубийц[34].
- Джин Лоринг (Терил Ротери)[97] — адвокат Мойры на суде.
- Капитан корабля Amazo  (Джимми Жан-Луи[англ.]) — капитан корабля, на котором доктор Айво приплыл на Лиан Ю[98].
- Марк Фрэнсис (Николас Ли) — друг Уолтера Стила[99].
- Марк Шеффер / Шрапнель (†) (Шон Махер)[100] — член Отряда Самоубийц[34], убит в первой же миссии.
- Сайрус Голд (†) (Грэхэм Шелс)[101] — первый из подопытных Брата Блада, кто пережил укол Миракуру. Напал на склад Куин Консолидейтед. Убит Оливером в эпизоде «Три призрака».
- Харлин Квинзель / Харли Квинн (Кэсседи Алекса, озвучивает Тара Стронг) — Заключённая в тюрьме А. Р. Г. У. Са.[102]
- Аль-Овал (†) (Навид Негабан) — член Лиги убийц. Обучал Малкольма Мерлина и Сару Лэнс. Прибыл в Старлинг-сити чтобы вернуть Сару в Нанда-Парбат, но погиб от её руки.

### Третий сезон
- Вернер Зайтл / Вертиго (Петер Стормаре) — главарь небольшой банды в Старлинг-Сити, усовершенствовавший наркотик «Вертиго», и считающий себя наследником дела Графа[103].
- Диггер Харкнесс / Капитан Бумеранг (†) (Ник Тарабей) — бывший член Отряда Самоубийц, желающий расквитаться с А. Р. Г. У. С.ом. Побежден совместными усилиями Стрелы и Флэша. Использует в качестве оружия сверхпрочные и лёгкие бумеранги, некоторые из которых с сюрпризами, в том числе и со взрывчаткой.[104] был помещён в тюрьму А. Р. Г. У. Са на Лиан Ю. В конце пятого сезона Оливер освободил его, чтобы он помог ему в борьбе с Прометеем, однако Диггер Харкнесс практически сразу переметнулся на сторону врага. Погиб, когда Малкольм Мерлин подорвал его на мине вместе с собой.
- Сенатор Крэй (Стивен Калп) — сенатор, захваченный террористами, и которого Лайла, Диггл, Дэдшот и Купидон должны были вызволить в последней их миссии для Отряда Самоубийц. На самом деле оказался лидером террористов и погиб при взрыве[105][106].
- Купер Сэлдон (†) (Нолан Фанк) — парень Фелисити, когда она училась в МТИ. Лидер хакерской террористической организации (хактивистов), известной как «Братское око». Убит Дарком в конце четвёртого сезона[107].
- Кэрри Каттер / Купидон (Эми Гаменик) — безумная женщина, влюбляющаяся в человека, когда он спасает ей жизнь (т. н. «маниакальный синдром маниакально-параноидного типа»). Была влюблена в Стрелу, затем в Дэдшота. Пользуется луком и стрелами с наконечником в виде сердца. С недавнего времени — заключённая А. Р.Г. У.С.а. Участвовала в миссии Отряда Самоубийц[105] по освобождению сенатора Крэя[108].
- Марк Шоу / Охотник На людей (Дэвид Кубитт[англ.]) — агент А. Р. Г. У. Са на Корте Мальтез. Пытался продать секретные данные А. Р.Г. У.С.а но был остановлен Оливером и Дигглом.
- Михаэль Амар / Шёпот (Эдриан Глинн МаКорран)[109] — преступник, зашивший себе рот нитками и воплощающий план мести полицейским, которые засадили его в Айрон Хайтс по ложному обвинению.
- Саймон Лакруа / Комодо (Мэтт Уорд) — наёмный лучник, использующий имя Комодо и первоначально подозревался в убийстве Сары Лэнс[110].
- Чейз (†) (Остин Батлер) — DJ в клубе Теи и её романтический интерес. Позднее было раскрыто, что он член Лиги Убийц, а когда его поймали, он совершил самоубийство[111].

### Четвёртый сезон
- Джереми Телл / Двойная ставка (Джей Ар Борн) — метачеловек со способностью контролировать татуировки в виде игральных карт на своей коже и использовать это в качестве оружия. Персонаж основан на одноимённом враге Флэша[112].
- Джессика Дэнфорд (Джери Райан) — близкий друг семьи Куин[113].
- Лиза Уорнер (Рутина Уэсли) — член специального отряда, созданного для борьбы с мстителями в масках. Этот отряд расформировали ещё до того, как его официально должны были задействовать на улицах, поэтому она и её товарищи решили взять дело в свои руки[114].
- Пол Холт (Ченир Хундал)[115] — муж Кёртиса Холта[116] и физиотерапевт Фелисити[117].
- Эзрин Фортуна (Габриэлла Райт[англ.]) — бессмертная древняя шаманка, которую посоветовал навестить Джон Константин, чтобы побольше узнать о силах Дарка.
- Мэдисон Дэнфорд (Тиера Сковбай) — дочь Джессики Дэнфорд. Была похищена Лонни Мэйчином, но команда Стрелы спасла её.
- Лейтенант Джойнер (Эрик Палладино) — лидер организации «Теневое копьё» (англ. Shadowspire) после смерти Барона Рейтера. Во флэшбеках показано его прошлое с Энди и Джоном Дигглом. Во время нападения «Теневого копья» на А.Р.Г.У.С. убивает Аманду Уоллер.

### Пятый сезон
- Дерек Сэмпсон (Коди Роудс) — наркодилер, по вине Дикого Пса упавший в чан с наркотиком Звездная пыль и переставший после этого чувствовать боль.
- Джей Джи Уокер (Гэрри Чок[англ.]) — коррумпированный генерал армии США, подставивший Диггла и укравший оружие для его последующей продажи.
- Кристофер Ченс[англ.] (Уил Трэвэл) — телохранитель мэра Оливера Куина, мастер маскировки.
- Джастин Клейборн (Гарвин Сэнфорд) — отец Эдриана Чейза.
- Аманда Уэстфилд (Корина Акесон) — мать Эдриана Чейза.
- Шон Сонус (Стив Бачич) — лидер преступной группировки, в которой работали под прикрытием Дина Дрейк и Винсент Собел. Во время взрыва ускорителя частиц стал метачеловеком со способностью к одурманиванию других, а также, кажется, убил Винса, из-за чего стал заклятым врагом Дины, которая позже его убивает при помощи команды Стрелы. В шестом сезоне появляется во флэшбеках Дины.

### Шестой сезон
- Джо Уилсон (Лиам Холл) — сын Слэйда Уилсона, пошедший по стопам отца. Взял себе имя Кейн Вулфман и возглавил банду «Шакалы».
- Джерри Бертинелли (†) (Луис Феррейра) — член преступной семьи Бертинелли. Убит по приказу Кейдена Джеймса.
- Афина (Кира Загорски) — бывший член Лиги убийц, и ученица Малкольма Мерлина. После его смерти возглавила собственную организацию — Гильдию Танатоса.
- Кимберли Хилл (Тина Хуан) — новый капитан полиции Стар-Сити после гибели капитана Пайка. Работает на Рикардо Диаса. Была арестована ФБР.
- Сэм Арманд (Пей Вахдат) — новый окружной прокурор Стар-Сити. Работает на Рикардо Диаса. Был арестован ФБР.

### Седьмой сезон
- Красный дротик[англ.] (Холли Элисса[англ.]) — член команды Длинных луков. Профессиональный стрелок.
- Глушитель  (Миранда Эдвардс) — член команды Длинных луков. В бою может заглушать все звуки.
- Кодиак  (Майкл Джонссон) — член команды Длинных луков. Отличается большой физической силой.
- Рой Стюарт (Эрни Хадсон) — генерал разведки и отчим Диггла.

### Восьмой сезон
- Грант Уилсон / Дефстроук  (Джейми Эндрю Катлер) — сын Слэйда Уилсона и брат Джо Уилсона. Основатель банды Дефстроук и впоследствии наставник Джона Диггла младшего.